# Lleó XIII
El papa Lleó XIII (italià: Leone XIII, llatí: Leo PP. XIII; nascut Gioacchino Vincenzo Raffaele Luigi Pecci; 2 de març de 1810 - 20 de juliol de 1903)  va ser cap de l'Església Catòlica des del 20 de febrer de 1878 fins a la seva mort el juliol de 1903. El seu és el quart papat més llarg de qualsevol papa, darrere dels de Pere Apòstol, Pius IX (el seu predecessor immediat) i Joan Pau II.
És conegut pel seu intel·lectualisme i els seus intents de definir la posició de l'Església Catòlica respecte al pensament modern. En la seva famosa encíclica Rerum novarum de 1891, el papa Lleó va esbossar els drets dels treballadors a un salari just, unes condicions de treball segures i la formació de sindicats, alhora que afirmava els drets a la propietat i la lliure empresa, oposant-se tant al socialisme com al capitalisme laissez-faire. Amb aquesta encíclica, va ser popularment anomenat el "Papa Social" i el "Papa dels Treballadors", havent creat també les bases del pensament modern en les doctrines socials de l'Església Catòlica, influint en els pensaments dels seus successors. Va influir en la mariologia de l'Església Catòlica i va promoure tant el res del rosari com l'escapulari. Després de la seva elecció, va intentar immediatament reviure el tomisme, el sistema teològic d'Agustí d'Hipona i Tomàs d'Aquino, desitjant referir-s'hi com el fonament polític, teològic i filosòfic oficial de l'Església Catòlica. Com a resultat, va patrocinar l'Editio Leonina el 1879.
Lleó XIII és particularment recordat per la seva creença que l'activitat pastoral en la sociologia política també era una missió vital de l'església com a vehicle de justícia social i de manteniment dels drets i dignitats de la persona humana. Lleó XIII va publicar un registre d'onze encícliques papals sobre el rosari, cosa que li va valer el títol de "Papa del Rosari". A més, va aprovar dos nous escapularis marians. Va ser el primer papa que mai va tenir cap control sobre els Estats Pontificis, que s'havien dissolt el 1870, des d'Esteve II al segle viii. De la mateixa manera, moltes de les seves polítiques estaven orientades a mitigar la pèrdua dels Estats Pontificis en un intent de superar la pèrdua del poder temporal, però continuant així la Qüestió Romana. L'any 1881 Lleó XIII va fer de la Mare de Déu de Montserrat patrona de Catalunya.
Després de la seva mort el 1903, va ser enterrat a les Grutes Vaticanes abans que les seves restes fossin traslladades posteriorment el 1924 a la basílica de Sant Joan del Laterà.
Segons la profecia de Sant Malaquies, Lléo XIII és anomenat Lumen in cælo.

## Biografia

### Primers anys de vida i educació, 1810–1836

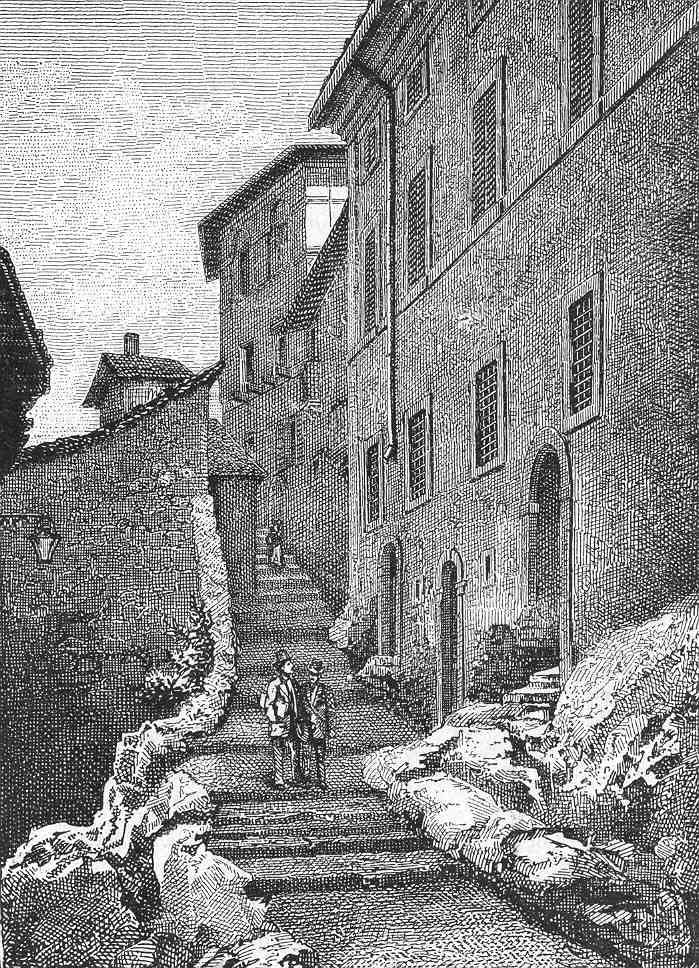
La casa de Carpineto Romano on van créixer els germans Pecci

Gioacchino Pecci va néixer al Palazzo Pecci de Carpineto Romano, prop de Roma, el sisè dels set fills del comte Domenico Ludovico Pecci  (2 de juny de 1767 - 8 de març de 1833), patrici de Siena, coronel de l'exèrcit francès sota Napoleó, i la seva esposa Anna Francesca Prosperi-Buzzi (1773 - 9 d'agost de 1824). La família Pecci pertanyia a la noblesa de la toga. El seu oncle Giuseppe Pecci va ser protonotari apostòlic i referendari de la Signatura de la Justícia i va morir el 1806. Entre els seus germans hi havia Giuseppe i Giovanni Battista o Giambattista Pecci (26 d'octubre de 1802 - 28 de març de 1882), 1r comte Pecci, que es va casar el 8 d'agost de 1851 amb Angela Salina (7 de febrer de 1830 - 9 d'octubre de 1899) i va tenir descendència, i la seva germana Anna Maria Pecci, esposa de Michelangelo Pecci. Fins al 1818, va viure a casa amb la seva família "en la qual la religió comptava com la gràcia més gran a la terra, ja que a través d'ella es pot guanyar la salvació per a tota l'eternitat". Juntament amb Giuseppe, va estudiar al Col·legi Jesuïta de Viterbo fins al 1824. Li agradava el llatí i se sap que va escriure els seus propis poemes llatins als onze anys. Leo era descendent del líder italià Cola di Rienzo per part de mare.
Els seus germans eren:.
- Carlo (1793–1879)
- Anna Maria (1798–1870)
- Caterina (1800–1867)
- Giovanni Battista (1802–1881)
- Giuseppe  (1807–1890)
- Fernando (1813–1830)

El 1824, ell i Giuseppe van ser cridats a Roma, on la seva mare s'estava morint. El comte Pecci volia tenir els seus fills a prop seu després de la pèrdua de la seva esposa i, per tant, es van quedar amb ell a Roma i van assistir al Collegium Romanum dels jesuïtes, on el 1830 va ser nomenat mestre ajudant.
El 1828, Vincenzo, de 18 anys, es va decantar pel clergat secular i Giuseppe va entrar a l'orde dels jesuïtes. Vincenzo va estudiar a l'Acadèmia dei Nobili, principalment diplomàcia i dret. El 1834, va fer una presentació estudiantil, a la qual van assistir diversos cardenals, sobre les sentències papals. Per la seva presentació, va rebre premis d'excel·lència acadèmica i va cridar l'atenció dels funcionaris del Vaticà. El cardenal secretari d'Estat Luigi Lambruschini el va introduir a les congregacions vaticanes. Durant una epidèmia de còlera a Roma, va ajudar el cardenal Giuseppe Antonio Sala en les seves funcions com a supervisor de tots els hospitals de la ciutat. El 1836, va obtenir el doctorat en teologia i doctorats en dret civil i canònic "in utroque iure" a Roma.

### Administrador provincial, 1837–1843
El 14 de febrer de 1837, el papa Gregori XVI va nomenar Pecci, de 27 anys, prelat personal fins i tot abans que fos ordenat sacerdot el 31 de desembre de 1837 pel cardenal vicari Carlo Odescalchi. Va celebrar la seva primera missa a l'església de Sant'Andrea al Quirinale, assistit pel seu germà Giuseppe. Poc després, Gregori XVI va nomenar Pecci legat papal (administrador provincial) a Benevent, la província papal més petita, amb una població d'uns 20.000 habitants.
El jove Pecci, tot i certa ingenuïtat inicial, va aconseguir demostrar bones qualitats administratives durant la seva breu experiència a Benevent. Els principals problemes que afrontava Pecci eren una economia local en decadència, la inseguretat causada pels bandits generalitzats i les estructures omnipresents de la Màfia o la Camorra, que sovint s'aliaven amb famílies aristocràtiques. Pecci va arrestar l'aristòcrata més poderós de Benevent i les seves tropes en van capturar d'altres, que van ser morts o empresonats per ell. Amb l'ordre públic restaurat, es va centrar en l'economia i en una reforma del sistema fiscal per estimular el comerç amb les províncies veïnes.
Pecci va ser destinat primer a Spoleto, una província de 100.000 habitants, on només va romandre un mes, ja que la seu de Perusa havia quedat vacant. El 17 de juliol de 1841 va ser enviat a Perusa, amb 200.000 habitants.  A la seva nova seu a Perusa va treballar principalment en la reorganització de l'administració de justícia i del municipi, ocupant-se també de les carreteres provincials, construint la nova i ampla carretera que permetia l'accés a la ciutat. Inaugurada amb motiu de la visita a Perusa de Gregori XVI el 25 de setembre de 1841, la nova via va prendre el nom de Gregoriana. El papa Gregori XVI va visitar hospitals i institucions educatives durant diversos dies, demanant consell i plantejant preguntes. La lluita contra la corrupció va continuar a Perusa, on Pecci va investigar diversos incidents. Quan es va afirmar que una fleca venia pa per sota del pes prescrit en lliura, ell personalment hi va anar, va fer pesar tot el pa i el va confiscar si era per sota del pes legal. El pa confiscat es distribuí als pobres.

### Nunci a Bèlgica, 1843–1846

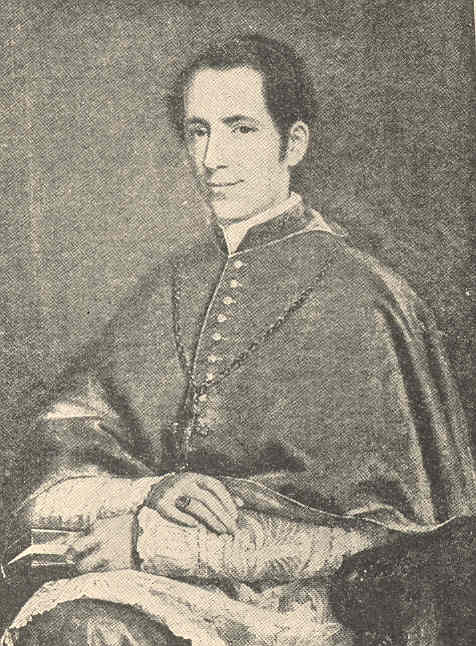
L'arquebisbe Pecci com a nunci a Brussel·les

El desembre de 1842, Pecci, amb només 33 anys, va ser nomenat nunci apostòlic a Bèlgica, un càrrec que li garantia el capel de cardenal després de la finalització del viatge, en substitució de monsenyor Raffaele Fornari.
El 27 d'abril de 1843, el papa Gregori XVI el va nomenar arquebisbe titular de Damiata, rebent la consagració episcopal a l'església de San Lorenzo in Panisperna per la imposició de mans del cardenal Luigi Lambruschini el 19 de febrer de 1843., sent  Pecci va desenvolupar excel·lents relacions amb la família reial i va aprofitar la ubicació per visitar la veïna Alemanya, on estava particularment interessat en la finalització arquitectònica de la catedral de Colònia.
L'experiència diplomàtica a Bèlgica va deixar a Monsenyor Pecci una predilecció particular pel món francòfon, la premsa del qual llegia regularment. El 1844, per iniciativa seva, es va obrir un Col·legi Belga a Roma; 102 anys més tard, el 1946, el futur papa Joan Pau II hi començaria els seus estudis romans. Pecci va passar diverses setmanes a Anglaterra amb el bisbe Nicholas Wiseman, revisant acuradament la situació de l'Església Catòlica en aquell país.
A Bèlgica, la qüestió escolar va ser molt debatuda entre la majoria catòlica i la minoria liberal. Pecci va encoratjar la lluita per les escoles catòliques, però va aconseguir guanyar-se la bona voluntat de la Cort no només de la piadosa reina Lluïsa, sinó també del rei Leopold I, que era fortament liberal en les seves opinions; tot i que el conflicte va fer que el rei Leopold I sol·licités la seva destitució a la Santa Seu,  cosa que naturalment va haver de ser acceptada. Al final de la seva missió, el rei li va concedir el Gran Cordó de l'orde de Leopold.

### Arquebisbe de Perusa, 1846–1878

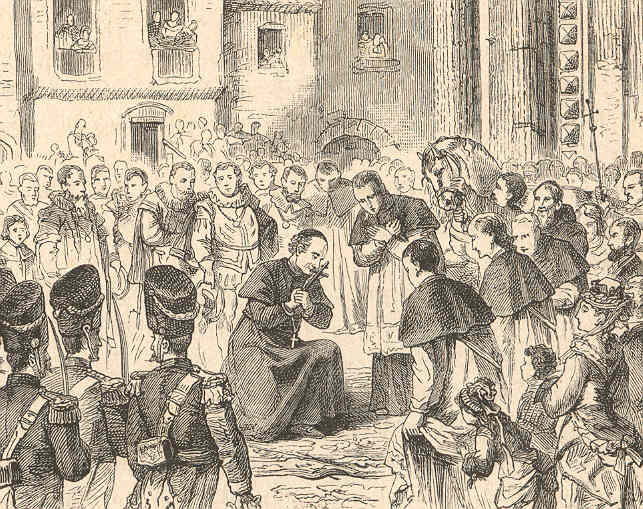
L'arquebisbe Pecci entra a Perusa el 1846.

El 1843, Pecci havia estat nomenat assistent papal. El 19 de gener de 1846 va ser nomenat arquebisbe ad personam de Perusa a causa de la mort del bisbe Carlo Filesio Cittadini.
Precisament en els dies en què Monsenyor Pecci va passar de la nunciatura belga al lideratge de l'Església a Perusa, va morir el papa Gregori XVI i va començar el llarg papat de Pius IX; un pontificat destinat a crear no pocs maldecaps a Monsenyor Pecci, qui, especialment amb el cardenal secretari d'Estat Giacomo Antonelli, mai va aconseguir establir una relació de cooperació autèntica. Pecci va romandre a la ciutat umbra del 1846 al 1877, és a dir, durant més de trenta anys, tot i que havia estat nomenat cardenal durant aquell període.
En aquests anys, malgrat les difícils relacions amb el nou Estat italià, va construir més de cinquanta esglésies (anomenades esglésies lleonines ) i altres edificis en el territori diocesà.
Monsenyor Pecci va haver d'afrontar situacions desagradables a la seva diòcesi, on començaven a formar-se ambients hostils a l'Església; de fet, van començar a sorgir grups maçònics, grups liberals partidaris del règim constitucional i la unificació nacional, associacions mazzinianes i anticlericals. Va evitar recórrer a actituds dures i repressives i va adoptar una acció pastoral principalment dirigida a operar a nivell religiós, evitant competir en el camp polític; volia respondre a les necessitats religioses dels fidels i volia preparar un clergat capaç d'afrontar les diverses tasques que els canvis socials i polítics dictaven. En una al·locució de l'11 de setembre de 1853, no va amagar la presència a la seva diòcesi d'una "indiferentisme en assumptes religiosos i interessos espirituals", de la "inobservança de les festes", de la "nàusea i la poca freqüència dels Sagraments", de la "llicència de viure i immoralitat". Per solucionar aquests problemes, al seu parer, calia un clergat adequadament format.
Pecci va convocar un concili provincial el 1849 per reformar la vida religiosa a les seves diòcesis de Spoleto i va ser en aquest concili on es va discutir la necessitat d'un Syllabus Errorum. Va invertir en l'ampliació del seminari per a futurs sacerdots i en la contractació de professors nous i destacats, preferiblement tomistes. Va demanar al seu germà Giuseppe Pecci, un destacat erudit tomista, que dimitís la seva càtedra a Roma i ensenyés a Perusa. La seva pròpia residència era al costat del seminari, cosa que facilitava els seus contactes diaris amb els estudiants.
Des dels primers anys del seu episcopat a la capital umbra, Monsenyor Pecci va tenir particularment presents els problemes de la cultura del clergat, considerant necessari proporcionar formació no només religiosa, sinó també científica, històrica i filosòfica als sacerdots de la diòcesi. Va tenir una dedicació particular al seminari, de fet va revisar els programes d'estudi, inspirant-se també en l'experiència adquirida com a nunci apostòlic a Bèlgica. Per tal d'ampliar les instal·lacions del seminari, també va cedir part de la residència del bisbe i va seguir personalment la vida quotidiana dels seminaristes. El 1866 també va publicar una instrucció sobre la conducta del clergat en els temps actuals, en la qual es convidava els sacerdots a "un estudi sòlid, reflexiu i assidu".
De 1846 a 1877, va ser considerat un arquebisbe popular i reeixit. El 1847, després que el papa Pius IX concedís llibertat il·limitada de premsa als Estats Pontificis, Pecci, que havia estat molt popular durant els primers anys del seu episcopat, va ser objecte d'atacs als mitjans de comunicació i a la seva residència. El 1848, es van desenvolupar moviments revolucionaris a tota l'Europa Occidental, incloent-hi França, Alemanya i Itàlia. Les tropes austríaques, franceses i espanyoles van revertir els guanys revolucionaris, però a un preu per a Pecci i l'Església Catòlica, que no van poder recuperar la seva antiga popularitat.
A més de prestar una atenció particular a l'educació del presbiteri i a la cura pastoral dels fidels, va haver de fer front a algunes situacions administratives; en particular va haver de fer front a la ineficiència i la corrupció de la qual van ser protagonistes els nombrosos delegats papals que es van alternar en l'administració de la ciutat en aquells anys: vuit delegats es van alternar en només catorze anys, la majoria dels quals, si no tenim en compte els futurs cardenals Consolini i Randi, van ser incapaços de gestionar l'administració de Perusa amb integritat i rectitud moral. El bisbe de Perusa va haver de tractar amb "una sèrie de delegats papals, cadascun d'ells amb una intel·ligència molt curta, recelosos de tot i de tothom, extremadament despreocupats del bisbe i dels seus consells". Monsenyor Pecci va enviar dures cartes de denúncia al cardenal secretari d'estat Antonelli sobre les deficiències administratives de la diòcesi de Perugia. Tanmateix, la ineficaç gestió papal va acabar consolidant, sobretot a la capital umbra, els corrents liberals i maçònics, i l'adhesió a la causa nacional i a la política del Piemont. El juny de 1859 tots aquests components van acabar convergint en combats violents i sagnants, coneguts com les "massacres de Perusa": el 14 de juny els grups liberals, que comptaven amb el suport d'una gran part de la població estudiantil de Perusa, es van aixecar contra les autoritats papals, donant vida a un govern provisional que només va romandre en el càrrec durant una setmana, atès que les tropes papals, havent-se reorganitzat, van reconquerir la ciutat el 20 de juny després de violents enfrontaments. El bisbe Pecci, tot i no amagar la seva satisfacció pel retorn del govern papal a Perusa, no va deixar de queixar-se de la severitat d'algunes de les mesures preses, especialment la decisió de tancar la Universitat per castigar els estudiants que van participar en la insurrecció. Va intentar en va obtenir una actitud més indulgent de Roma, tenint en compte que la causa de la insurrecció també es trobava en la mala administració de la ciutat. El govern papal estava destinat a tenir una vida curta a Perusa, de fet, el 14 de setembre de 1860, l'exèrcit piemontès, liderat pel general Fanti, va conquerir la ciutat i el plebiscit del 4 de novembre es va pronunciar a favor de l'annexió al Regne de Savoia.

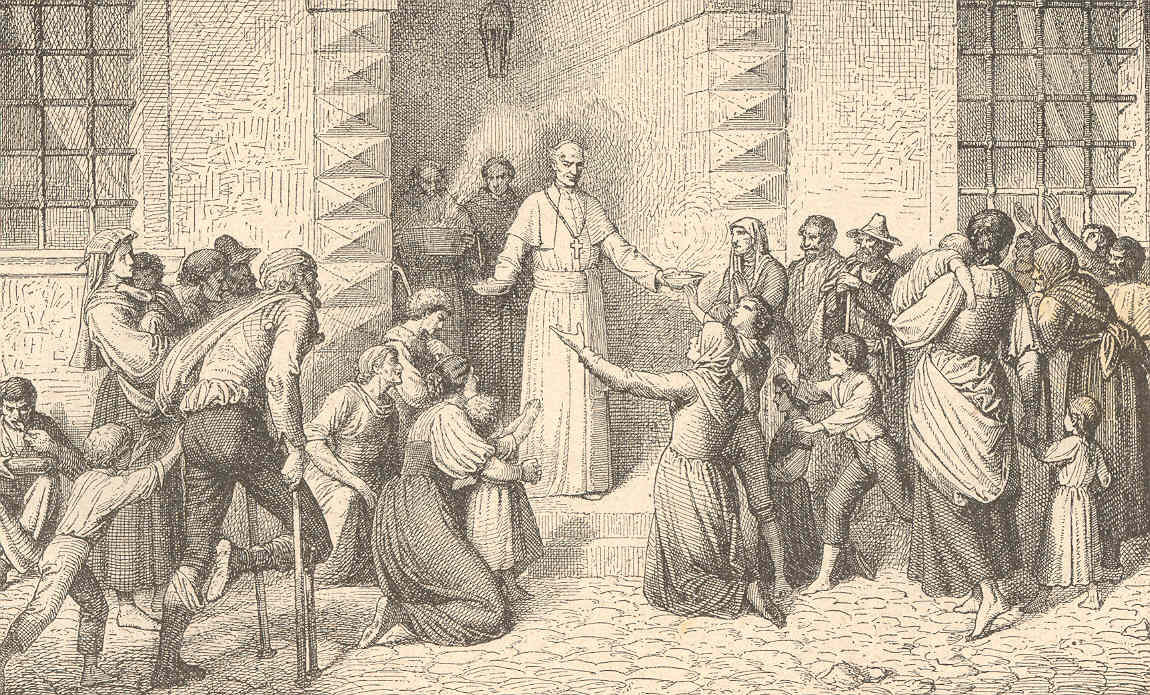
L'arquebisbe Pecci ajuda els pobres a Perusa.

Mentre era arquebisbe, Pecci va desenvolupar diverses activitats en suport de diverses organitzacions benèfiques catòliques. Va fundar refugis per a persones sense llar per a nens, nenes i dones grans. A les seves diòcesis, va obrir sucursals d'un Banco, Monte di Pietà, que se centrava en persones amb baixos ingressos i proporcionava préstecs a baix interès.  Va crear menjadors socials, que eren dirigits pels caputxins. En ser elevat al cardenal a finals de 1853, i a la llum dels continus terratrèmols i inundacions, va donar tots els recursos per a les festivitats de la seva elevació a les víctimes. Gran part de l'atenció pública es va centrar en el conflicte entre els Estats Pontificis i el nacionalisme italià, que tenia com a objectiu l'aniquilació dels Estats Pontificis per aconseguir la unificació d'Itàlia.

### Cardenalat

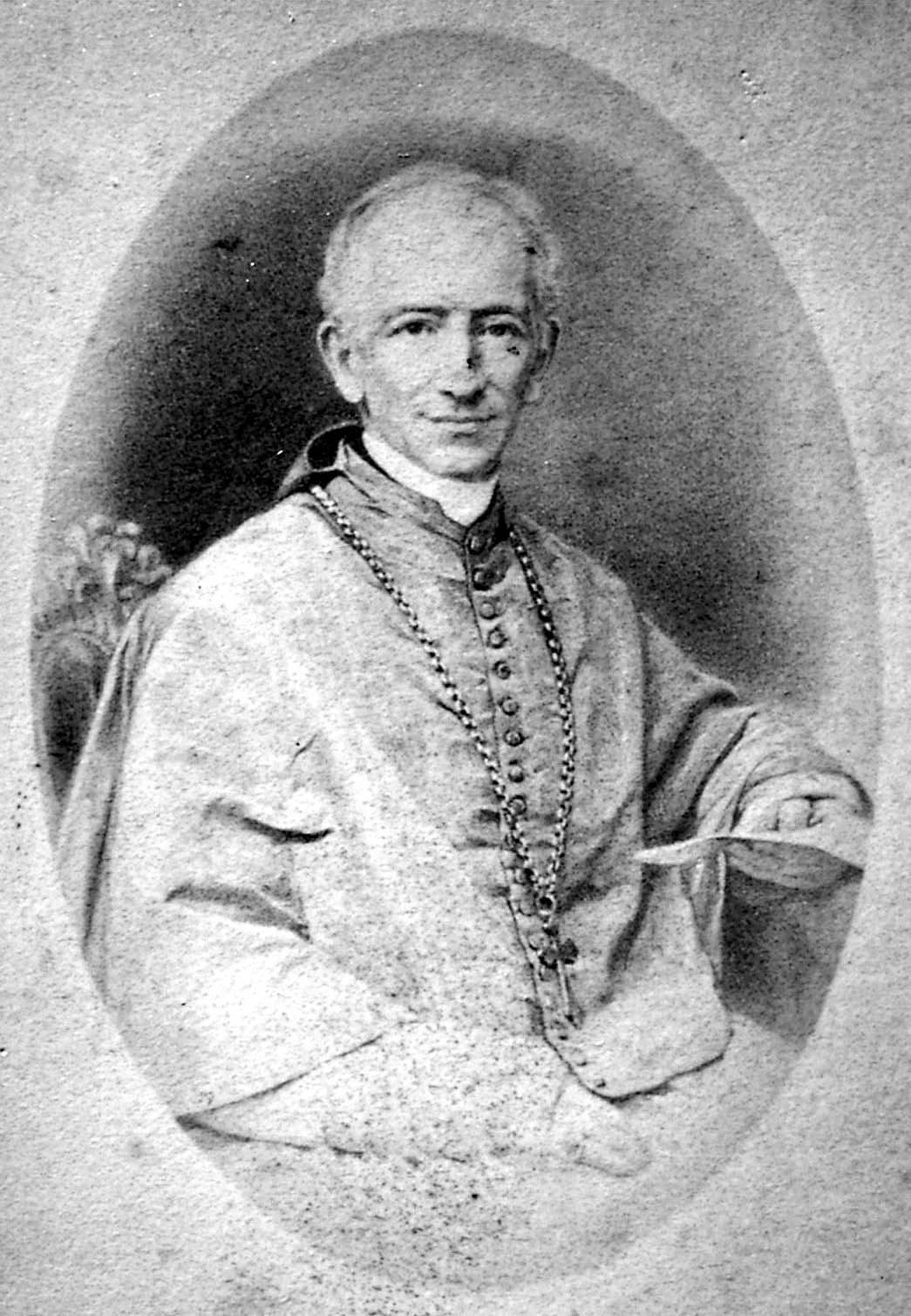
El cardenal Pecci fotografiat cap al 1872

En el consistori del 19 de desembre de 1853, va ser elevat al Col·legi de Cardenals, com a cardenal prevere de San Crisogono. El papa Gregori XVI originalment tenia la intenció de nomenar-lo cardenal; tanmateix, la seva mort el 1846 va posar en pausa aquesta idea, mentre que els esdeveniments que van caracteritzar l'inici del papat de Pius IX van ajornar encara més la idea de l'elevació de Pecci. Quan va morir Gregori XVI, Leopold II va demanar repetidament que Pecci fos nomenat cardenal. Mentre que Pius IX desitjava fermament tenir Pecci el més a prop possible de Roma, i li va oferir repetidament una diòcesi suburbicària, Pecci s'hi va negar contínuament a causa de la seva preferència per Perusa. No és cert que Pius IX l'enviés deliberadament a Perusa com una manera d'exiliar-lo de Roma simplement perquè els punts de vista de Pecci es percebien com a liberals i conciliadores, en contraposició al conservadorisme de la cort papal.
Suposadament, Pecci havia estat cardenal reservat in pectore per Gregori XVI al consistori del 19 de gener de 1846, i la mort del papa poc més de quatre mesos després va invalidar el nomenament, ja que el seu nom mai es va revelar públicament.
Es deia de Monsenyor Pecci que era un home "d'un valor inqüestionable, de gran força de voluntat i d'una rara severitat en l'exercici de les seves funcions", afegint que era "un d'aquells sacerdots que cal estimar i admirar, un home de grans opinions polítiques i encara més gran ciència". A més, monsenyor Pecci mai havia deixat d'assumir posicions autònomes respecte a alguns aspectes de les polítiques del papa Pius IX. En particular, considerava inadequada l'adhesió a la causa italiana el 1848 i la posterior retirada igualment inoportuna. No va expressar la seva plena convicció respecte a la proclamació del dogma de la Immaculada Concepció. Pel que fa al Syllabus, havia argumentat, d'acord amb el bisbe d'Orleans, monsenyor Dupanloup, que les diverses proposicions del document només es podien interpretar correctament si es situaven en el seu context històric. Finalment, dins del Concili Vaticà I, va assumir una posició d'equilibri entre els corrents ultramuntans i el grup dels antiinfal·libilistes. Tot i reconèixer i votar a favor de la infal·libilitat papal, creia que calia reconèixer una major dignitat i autoritat al cos episcopal.

#### Actitud davant el Rissorgimento
En la qüestió nacional, el cardenal Pecci mai va mostrar cap simpatia particular per les demandes patriòtiques presents en molts sectors de l'Església italiana. Creia que el poder temporal era un requisit necessari per permetre a l'Església exercir lliurement la seva funció espiritual. En la carta pastoral del 12 de febrer de 1860, titulada "El domini temporal de la Santa Seu", desaprovava fermament la idea de voler fer del "Sumo Sacerdot de l'Església Catòlica un súbdit d'un poder terrenal". L'octubre de 1860, quan el ministre Marco Minghetti va convidar els bisbes del Regne a demostrar la seva adhesió al nou règim polític, el cardenal Pecci va voler adreçar, en nom de tot l'episcopat umbre, una carta al papa Pius IX per reafirmar la necessitat que l'Església catòlica exercís el poder temporal. També va escriure algunes cartes a Victor Manuel II protestant fermament per la introducció del matrimoni civil a les noves províncies d'Úmbria i l'expulsió dels eremites camaldulesos de Montecorona. No obstant això, aquestes protestes mai es van expressar en tons particularment durs i el seu comportament mai va ser provocador ni immoderat, sinó més aviat equilibrat i moderat, tant és així que, quan el 1869 Víctor Manuel va anar a visitar Perusa el 30 de gener de 1869, el cardenal Pecci va voler enviar-li una carta en què afirmava que "no dubtaria a retre homenatge reverent sense demora" a la persona del rei, si no s'hagués vist frenat per "les condicions i connexions actuals entre l'Església i el Govern" i "la seva salut deficient". No va deixar, però, d'expressar el seu "profund respecte" al sobirà.

#### Defensant el papat
Pecci va defensar el papat i les seves reivindicacions. Quan les autoritats italianes van expropiar convents i monestirs d'ordes catòliques, convertint-los en edificis administratius o militars, Pecci va protestar però va actuar amb moderació. Quan l'estat italià es va fer càrrec de les escoles catòliques, Pecci, tement pel seu seminari teològic, simplement va afegir tots els temes seculars d'altres escoles i va obrir el seminari a no teòlegs. El nou govern també va recaptar impostos a l'Església Catòlica i va promulgar una legislació segons la qual totes les declaracions episcopals o papals havien de ser aprovades pel govern abans de la seva publicació.

#### Organització del Concili Vaticà I
El 8 de desembre de 1869, el papa Pius IX havia de celebrar al Vaticà un concili ecumènic, que va passar a ser conegut com el Concili Vaticà I. Probablement Pecci estava ben informat, ja que el papa va nomenar el seu germà Giuseppe per ajudar a preparar l'esdeveniment.
Durant la dècada del 1870, en els seus darrers anys a Perusa, Pecci va abordar el paper de l'església en la societat moderna diverses vegades, definint l'església com la mare de la civilització material perquè defensava la dignitat humana dels treballadors, s'oposava als excessos de la industrialització i desenvolupava organitzacions benèfiques a gran escala per als necessitats.

#### Sortida de Perusa
Després d'uns trenta anys vivint a la diòcesi de Perusa, va madurar la necessitat de traslladar-se. El 3 d'octubre de 1874 va escriure al cardenal Prospero Caterini, prefecte de la Sagrada Congregació del Concili: "veient que la meva salut decau cada dia es deteriora més i més, també sento que les meves forces no poden suportar el pes d'aquesta vasta diòcesi a la qual he servit el millor que he pogut durant uns trenta anys". Va expressar el desig d'obtenir una seu suburbicària, que alleujaria les seves debilitats. El cardenal Pecci va haver d'esperar uns quants anys més abans de veure complert el seu desig. El 22 d'abril de 1877, escrivint al cardenal Giovanni Simeoni, nomenat nou secretari d'Estat després de la mort del cardenal Antonelli, esdevinguda el 3 de novembre de 1876, va demanar que el Pontífex tingués "en certa consideració" la seva persona "després de trenta-dos anys d'exercici episcopal" i "vint-i-quatre al Sacre Col·legi". Volia un "càrrec menys exigent i un clima menys dur, sobretot als mesos d'hivern"  i va demanar ser traslladat a Roma, tot mantenint el lideratge de la diòcesi, que estava confiada a un bisbe auxiliar. La resposta del cardenal Simeoni va ser encoratjadora: a proposta del mateix cardenal Pecci, que dirigia l'Església de Perusa, com a bisbe auxiliar, va ser nomenat el seu pro vicari general, monsenyor Laurenzi. El 4 de juny de 1877 el papa Pius IX el va autoritzar a residir a Roma i el 21 de setembre del mateix any el va nomenar camarlenc de la Santa Església Romana.
L'agost de 1877, en morir el cardenal Filippo de Angelis, el papa Pius IX el va nomenar camarlenc, cosa que li exigia residir a Roma. Segons sembla, Pius IX va dir a Pecci: "Monsenyor, he decidit convocar-vos al Senat de l'Església. Estic segur que aquest serà el primer acte del meu pontificat que no us sentireu obligats a criticar". Es diu que aquests comentaris es van fer a causa de les històries que Pecci i Pius IX tenien una animositat mútua i discrepaven entre ells en termes de política; tanmateix, aquesta suposada animositat mai s'ha demostrat. A més, es va al·legar que en aquest moment Pecci desitjava un canvi d'aires de Perusa i esperava el bisbat d'Albano o el càrrec de datari de la Dataria Apostòlica. També s'ha dit que Pecci estava en línia per succeir el cardenal Alessandro Barnabò com a prefecte de Propaganda Fide; tanmateix, va ser obstaculitzat pel seu oponent, el cardenal Antonelli.

### El Conclave de 1878

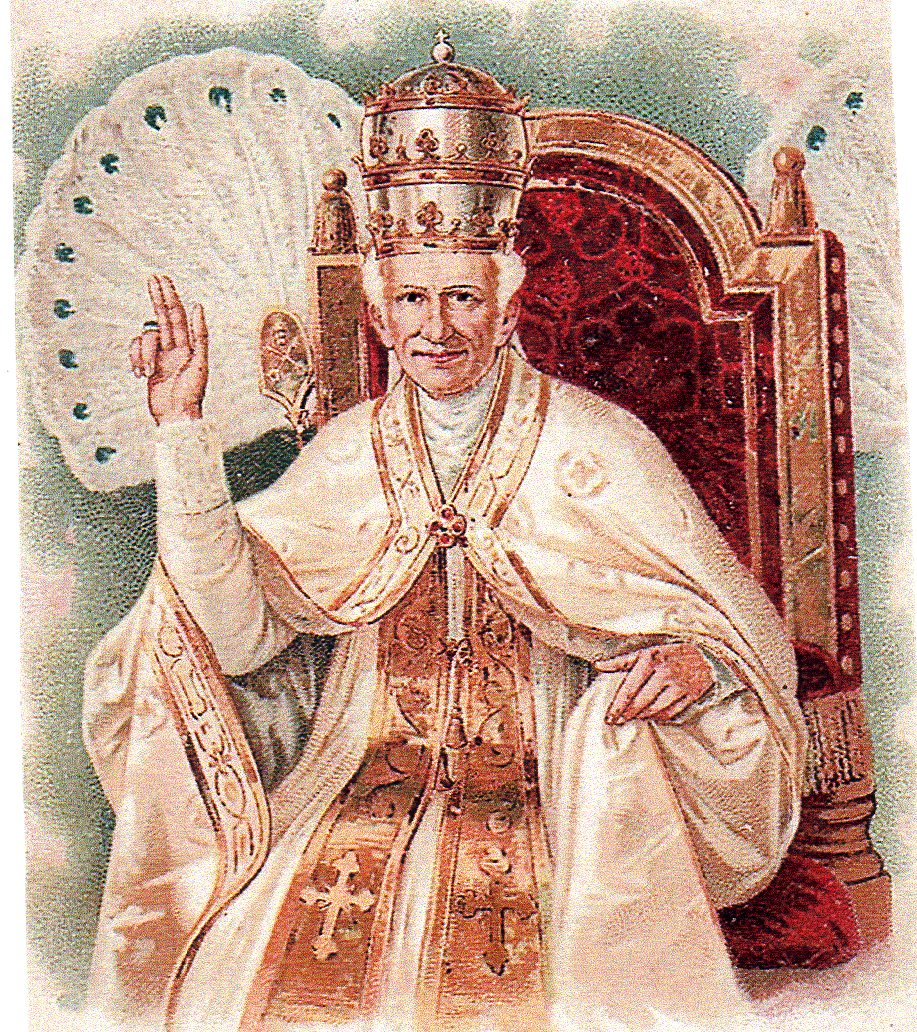
El Papa Lleó XIII acaba d'estar elegit

La unificació d'Itàlia entre el 1859 i el 1870 va suposar la desaparició dels Estats Pontificis. Pius IX va negar-se a reconèixer el nou estat italià i va excomunicar el rei Víctor Manuel II.
El papa Pius IX va morir el 7 de febrer de 1878, i durant els seus darrers anys, la premsa liberal havia insinuat sovint que el Regne d'Itàlia havia de participar en el conclave i ocupar el Vaticà. Tanmateix, la guerra russoturca i la mort sobtada del rei Víctor Manuel II (9 de gener de 1878) van distreure l'atenció del govern.
Davant el conclave, la diplomàcia europea no va deixar d'exercir una pressió significativa sobre el Col·legi de Cardenals per tal que l'orientés cap a una opció moderada, que hauria d'atenuar les actituds intransigents que havien marcat els darrers anys del pontificat de Pius IX.
En el conclave, els cardenals van afrontar diverses preguntes i van discutir temes com les relacions entre l'Església i l'Estat a Europa, concretament a Itàlia; les divisions a l'Església; i l'estatus del Concili Vaticà I. També es va debatre que el conclave es traslladés a un altre lloc, però Pecci va decidir el contrari en la seva qualitat de camarlenc. El 18 de febrer de 1878, el conclave es va reunir a Roma.
Des de la primera votació del conclave, que es va obrir el 18 de febrer, va emergir una clara orientació a favor del cardenal Pecci. La seva candidatura va rebre el suport principal del cardenal Bartolini, del cardenal Manning i de l'arquebisbe de Lovaina, el cardenal Dechamps. Els governs francès, espanyol i austrohongarès van imposar vetos significatius a la candidatura del cardenal Bilio. En particular, el ministre d'Afers Exteriors francès, Waddington, no va deixar de donar suport, a través del bisbe d'Orleans, monsenyor Dupanloup, a la candidatura del cardenal Pecci.
Si bé el conclave de 1878 es va caracteritzar per menys influències polítiques que en conclaves anteriors a causa d'una varietat de crisis polítiques europees, generalment es creia que el llarg papat del conservador Pius IX va portar molts dels cardenals a votar per Pecci perquè la seva edat i salut creaven l'expectativa que el seu papat seria una mica breu.
Al conclave, Pecci va ser percebut com el principal candidat "papable"; tanmateix, els cardenals Flavio Chigi i Tommaso Martinelli també van ser considerats com a possibles candidats. Però alguns cardenals que s'oposaven a Pecci, i estaven alarmats per l'augment de vots que estava aconseguint, es van unir per votar pel cardenal Alessandro Franchi; tanmateix, Franchi no va obtenir cap vot a la votació final que va veure Pecci degudament elegit. Suposadament, els que es van dedicar a frustrar la seva elecció van ser els cardenals Luigi Oreglia di Santo Stefano, Pietro Giannelli, Chigi, Lorenzo Ilarione Randi, Carlo Sacconi, Raffaele Monaco La Valletta, Luigi Amat di San Filippo e Sorso i Johann Baptist Franzelin. També es va suggerir que, abans de la seva mort, Pius IX afavoria fermament el cardenal Luigi Bilio per succeir-lo, i mentre que molts dels cardenals creats pel difunt papa tenien la intenció de votar per Bilio en honor a l'home que els havia elevat en primer lloc, temien que votar per un ultraconservador pogués provocar un veto d'una de les potències europees i aturar l'elecció més del necessari. Amb aquesta finalitat, hi havia hagut converses inicials sobre la possibilitat que Àustria vetés Bilio; tanmateix, això mai va passar. Abans del conclave, els cardenals Domenico Bartolini, Monaco, Bilio, Henry Edward Manning, Lorenzo Nina i Franchi (proposat pels oponents de Pecci) van coincidir a donar suport a la candidatura de Pecci, i també van determinar que el proper papa havia de ser un italià. Tant Manning com Edward Henry Howard van acordar persuadir els cardenals estrangers perquè donessin suport a la candidatura de Pecci.

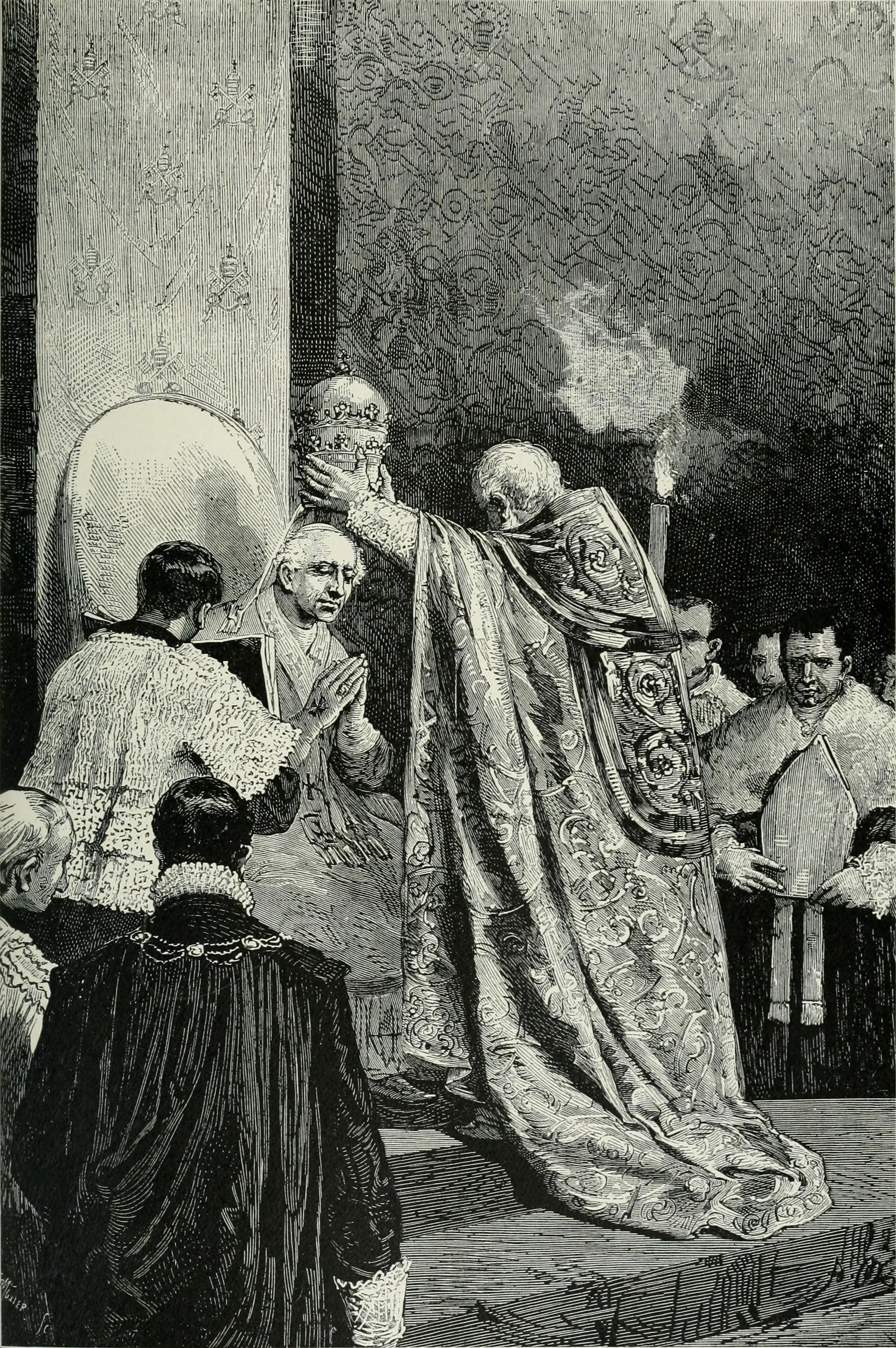
Representació de la coronació papal de Lleó XIII – imatge c. 1900

El cardenal Pecci va ser elegit Summe Pontífex , el primer després del final del poder temporal mil·lenari dels papes, el 20 de febrer de 1878, després d'un conclave que va durar només dos dies, en la tercera votació, amb quaranta-quatre de 61 vots a favor, més que la majoria requerida de dos terços, triant el nom de Lleó XIII. Va ser coronat el 3 de març de 1878.
En la seva elecció, va anunciar que assumiria el nom de "Lleó" en memòria del papa Lleó XII a causa de la seva admiració per l'interès del difunt papa per l'educació i la seva actitud conciliadora envers els governs estrangers. Quan se li va preguntar quin nom adoptaria, el nou papa va respondre: "Com a Lleó XIII, en record de Lleó XII, a qui sempre he venerat". La seva elecció es va anunciar formalment al poble de Roma i del món a la 1:15 de la tarda.

Després del conclave, es diu que John Henry Newman va dir: "En el successor de Pius IX reconec una profunditat de pensament, una tendresa de cor, una simplicitat guanyadora i un poder que respon al nom de Lleó, que m'impedeixen lamentar que Pius ja no sigui aquí".
Va mantenir l'administració de la seu de Perusa fins al 1880.

### Papat, 1878–1903

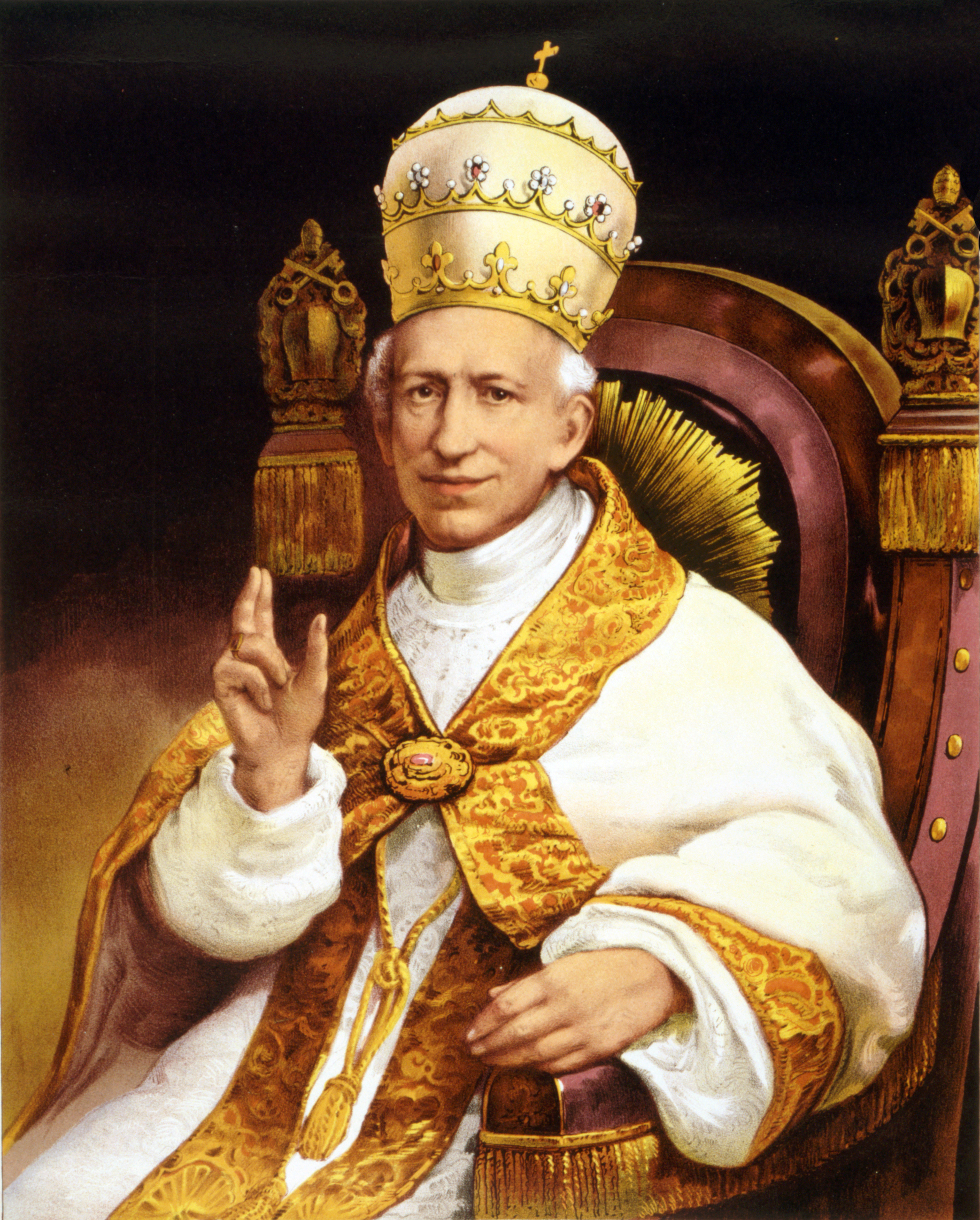
Representació del retrat de la coronació papal de Lleó XIII. Porta una tiara papal.

Tan bon punt va ser elegit papat, Lleó XIII va treballar per fomentar la comprensió entre l'església i el món modern. Quan va reafirmar fermament la doctrina escolàstica que la ciència i la religió coexisteixen, va exigir l'estudi de Tomàs d'Aquino i va obrir l'Arxiu Secret del Vaticà a investigadors qualificats, entre els quals hi havia el destacat historiador del Papat Ludwig von Pastor. També va refundar l'Observatori Vaticà "perquè tothom pogués veure clarament que l'Església i els seus pastors no s'oposen a la ciència veritable i sòlida, ja sigui humana o divina, sinó que l'abracen, l'encoratgen i la promouen amb la màxima devoció possible".

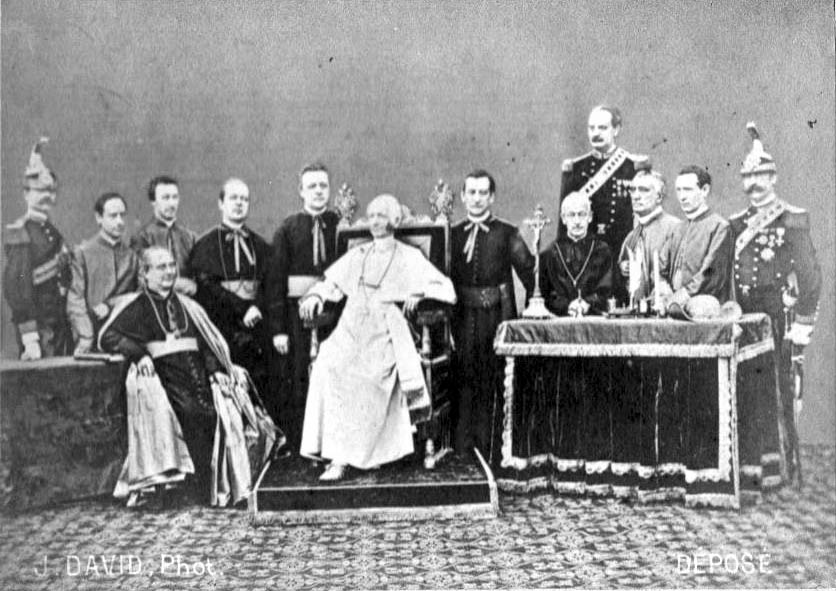
El papa Lleó XIII i la seva cort interior al Vaticà, fotografiats per Jules David el juny de 1878

Lleó XIII va retornar la normalitat a l'Església Catòlica després dels tumultuosos anys de Pius IX. Les habilitats intel·lectuals i diplomàtiques de Lleó van ajudar a recuperar gran part del prestigi perdut amb la caiguda dels Estats Pontificis. Va intentar reconciliar l'església amb la classe treballadora, sobretot fent front als canvis socials que s'estaven estenent per Europa. El nou ordre econòmic havia provocat el creixement d'una classe treballadora empobrida que tenia creixents simpaties anticlericals i socialistes. Lleó va ajudar a revertir aquesta tendència.
Tot i que Lleó XIII no va ser radical ni en teologia ni en política, el seu papat va tornar a situar l'Església Catòlica al corrent principal de la vida europea. Considerat un gran diplomàtic, va aconseguir millorar les relacions amb Rússia, Alemanya, França, Gran Bretanya i altres països.
El papa Lleó XIII va aconseguir diversos acords el 1896 que van comportar millors condicions per als fidels i nomenaments addicionals de bisbes. Durant la cinquena pandèmia de còlera del 1891, va ordenar la construcció d'un hospici dins del Vaticà. Aquest edifici seria enderrocat el 1996 per donar pas a la construcció de la Domus Sanctae Marthae.
Lleó era un bevedor del tònic de vi amb cocaïna Vin Mariani, una beguda precursora de la Coca-Cola. Va atorgar una medalla d'or del Vaticà al creador del vi, Angelo Mariani, i també va aparèixer en un cartell que el promocionava. Lleó XIII era semivegetarià . El 1903, va atribuir la seva longevitat a l'ús moderat de carn i al consum d'ous, llet i verdures.
Els seus poetes preferits eren Virgili i Dante.

#### Relacions exteriors
Rússia

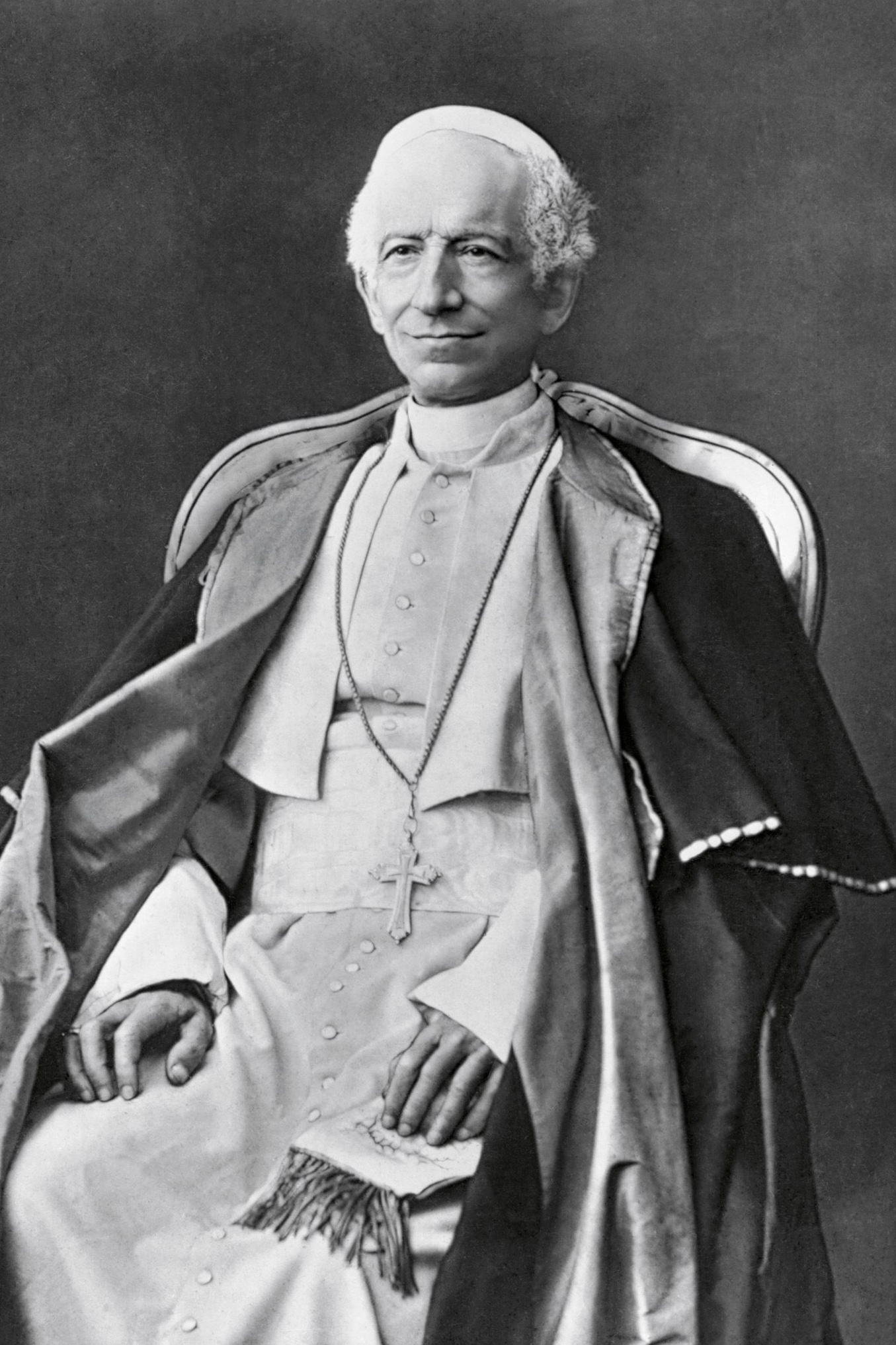
Retrat oficial de Lleó XIII fet l'abril de 1878

El papa Lleó XIII va començar el seu pontificat amb una carta amistosa al tsar Alexandre II en què recordava al monarca rus els milions de catòlics que vivien al seu imperi i que voldrien ser bons súbdits russos si es respectava la seva dignitat.
Després de l'assassinat d'Alexandre II, el papa va enviar un representant d'alt rang a la coronació del seu successor, Alexandre III, que va mostrar-ne les gràcies i va demanar la unificació de totes les forces religioses. Va demanar al papa que s'assegurés que els seus bisbes s'abstinguessin de l'[manifestació política|agitació]] política. Les relacions van millorar encara més quan el papa Lleó XIII, a causa de consideracions italianes, va distanciar el Vaticà de l'aliança Roma-Viena-Berlín i va ajudar a facilitar un apropament entre París i Sant Petersburg.
Alemanya
Sota Otto von Bismarck, la Kulturkampf anticatòlica a Prússia va comportar restriccions significatives a l'Església Catòlica a l'Imperi Alemany, inclosa la Llei dels Jesuïtes de 1872. Durant el papat de Lleó, es van arribar a compromisos informals i els atacs anticatòlics van disminuir.
El Partit de Centre a Alemanya representava els interessos catòlics i va ser una força de canvi social. Va ser fomentat pel suport de Lleó a la legislació de benestar social i als drets dels treballadors. L'enfocament de futur de Lleó va fomentar l'Acció Catòlica en altres països europeus, on els ensenyaments socials de l'església es van incorporar a l'agenda dels partits catòlics, en particular dels partits demòcrates cristians, que es van convertir en una alternativa acceptable als partits socialistes. Els ensenyaments socials de Lleó van ser reiterats al llarg del segle xx pels seus successors.
A les seves Memòries, l'emperador Guillem II va parlar de la "relació amistosa i de confiança que existia entre el papa Lleó XIII i jo". Durant la tercera visita de Guillem a Lleó: "Em va interessar que el Papa digués en aquesta ocasió que Alemanya havia de ser l'espasa de l'Església Catòlica. Vaig comentar que l'antic Imperi Romà de la nació alemanya ja no existia i que les condicions havien canviat. Però ell es va adherir a les seves paraules".
França
Lleó XIII tenia un gran afecte per França i temia que la Tercera República s'aprofités del fet que la majoria dels catòlics francesos eren reialistes per abolir el Concordat de 1801. A consell del cardenal Rampolla, va instar els catòlics francesos a "unir-se" a la república La decisió de Lleó va molestar molts monàrquics francesos, que sentien que es veien obligats a trair el seu rei per la seva fe. En última instància, aquesta decisió va dividir políticament l'Església francesa i va disminuir la seva influència a França. La decisió de Lleó tampoc va aconseguir evitar la derogació final del Concordat, ja que posteriorment va ser derogat per la llei francesa de 1905 sobre la separació de les Esglésies i l'Estat.
Itàlia

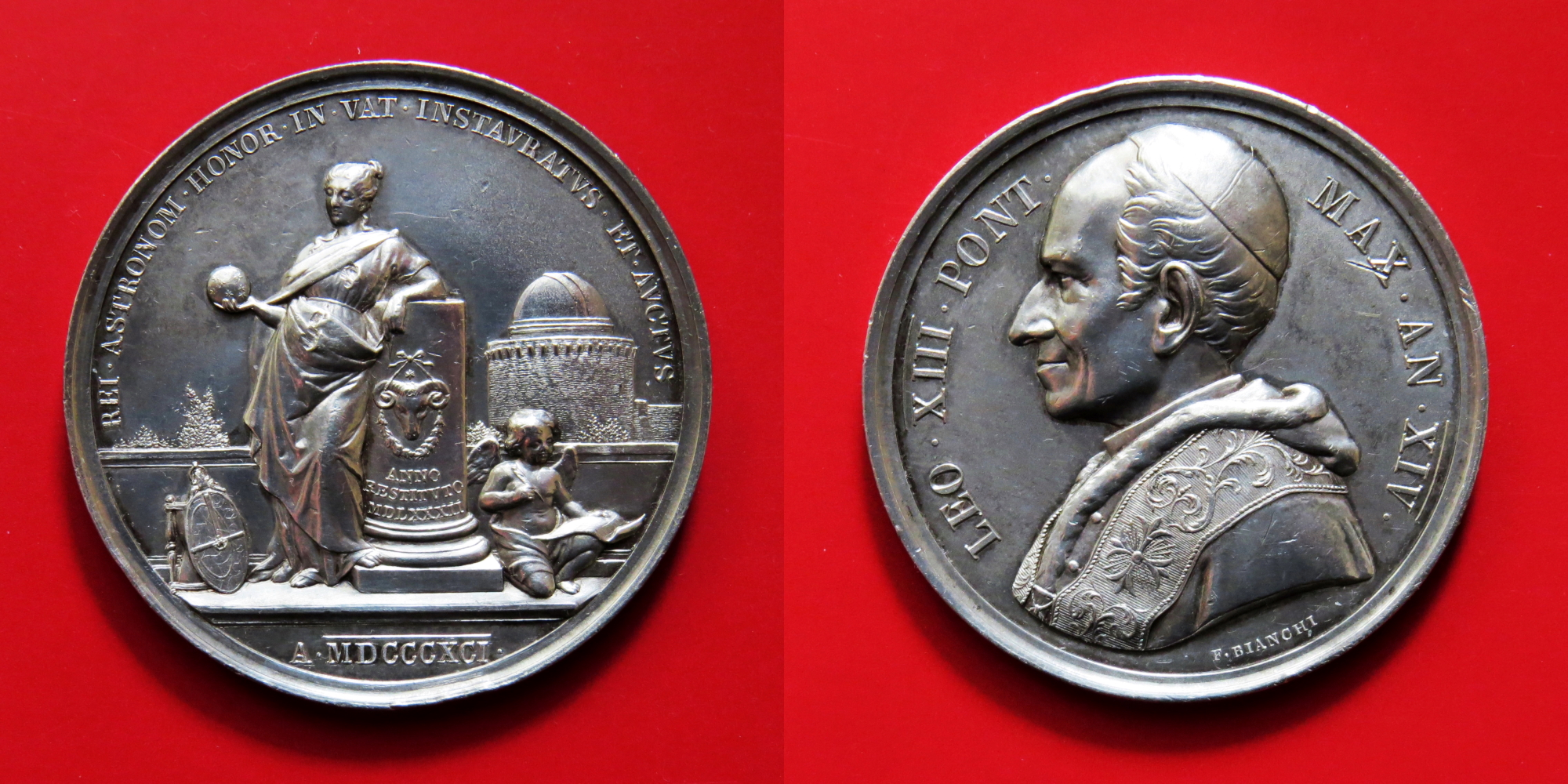
Medalla de plata que commemora la inauguració del nou observatori per part del Papa Lleó XIII el 1891

A la llum d'un clima hostil a l'Església Catòlica, Lleó va continuar les polítiques de Pius IX envers Itàlia sense modificacions importants. En les seves relacions amb l'estat italià, Lleó va continuar la postura autoimposada del Papat d'empresonar-se al Vaticà, mantenint el Non expedit i impedint així la participació dels catòlics italians en les eleccions i, en general, en la vida política de l'Estat.
En el seu primer consistori el 1879, va elevar el seu germà gran, Giuseppe, al cardenalat. Va haver de defensar la llibertat de l'església contra el que els catòlics consideraven persecució i discriminació italiana en l'àmbit de l'educació, expropiació i violació de les Esglésies catòliques, mesures legals contra l'església i actes de terrorisme com ara grups anticlericals que intentaren llançar el cadàver del papa Pius IX al Tíber el 13 de juliol de 1881. El papa fins i tot va considerar traslladar la seva residència a Trieste o Salzburg, dues ciutats d'Àustria, una idea que l'emperador Francesc Josep I va rebutjar amablement.
Arran de la proposta d'un comitè internacional compost per grans personalitats, representant els cercles culturals i polítics europeus, es va planejar la iniciativa d'erigir un monument a Giordano Bruno a Roma. En reacció a la clara oposició de la Santa Seu, el gener de 1888 els estudiants romans van organitzar manifestacions a favor del monument, reprimides per la policia amb enfrontaments i detencions, cosa que va comportar el tancament de la Universitat de Roma. Després de les eleccions per a la renovació de l'Ajuntament de Roma el juny de 1888, els liberals van obtenir la majoria gràcies al seu suport a la iniciativa, i al desembre el nou Consell va concedir l'espai de Campo de' Fiori  per a l'erecció del monument, obtenint també l'aprovació del cap de govern Francesco Crispi. Lleó XIII, negant-se a abandonar Roma, com havia amenaçat, va romandre tot el dia en dejuni i meditant davant l'estàtua de Sant Pere.
Després, el 30 de juny de 1889, va pronunciar un discurs solemne de condemna i protesta per l'ultratge que afirmava haver patit, denunciant la "lluita total contra la religió catòlica" per part d'un món modern hostil a l'Església i a Déu. Pel que fa a Bruno, el discurs papal va confirmar plenament la legitimitat de la seva condemna i la seva cremació a la foguera: "no posseïa cap coneixement científic rellevant", mentre que havia tingut "excentricitats de debilitat i corrupció". La celebració del 9 de juny de 1889 va semblar un esdeveniment de significació europea: els sentiments a favor de la llibertat científica i en contra de l'obscurantisme religiós es van expressar en una manifestació impressionant. El portaveu oficial, Giovanni Bovio, va dir que el Papa va patir més per les celebracions d'aquell dia que per la pèrdua dels Estats Pontificis.
Regne Unit
Entre les activitats de Lleó XIII que van ser importants per al món angloparlant, va restaurar la jerarquia escocesa el 1878. L'any següent, el 12 de maig de 1879, va elevar al rang de cardenal el teòleg convers John Henry Newman, que finalment seria beatificat pel papa Benet XVI el 2010 i canonitzat pel papa Francesc el 2019. A l'Índia britànica, també, Lleó va establir una jerarquia catòlica el 1886 i va regular alguns conflictes de llarga durada amb les autoritats portugueses. Un rescripte papal (20 d'abril de 1888) va condemnar el Pla de Campanya irlandès i tota la participació clerical en ell, així com el boicot, seguit al juny per l'encíclica papal "Saepe Nos" que anava dirigida a tots els bisbes irlandesos. De gran importància, sobretot per al món angloparlant, va ser l'encíclica Apostolicae curae de Lleó sobre la invalidesa dels ordes anglicans, publicada el 1896. El 1899, va declarar el Venerable Beda Doctor de l'Església.
Catalunya

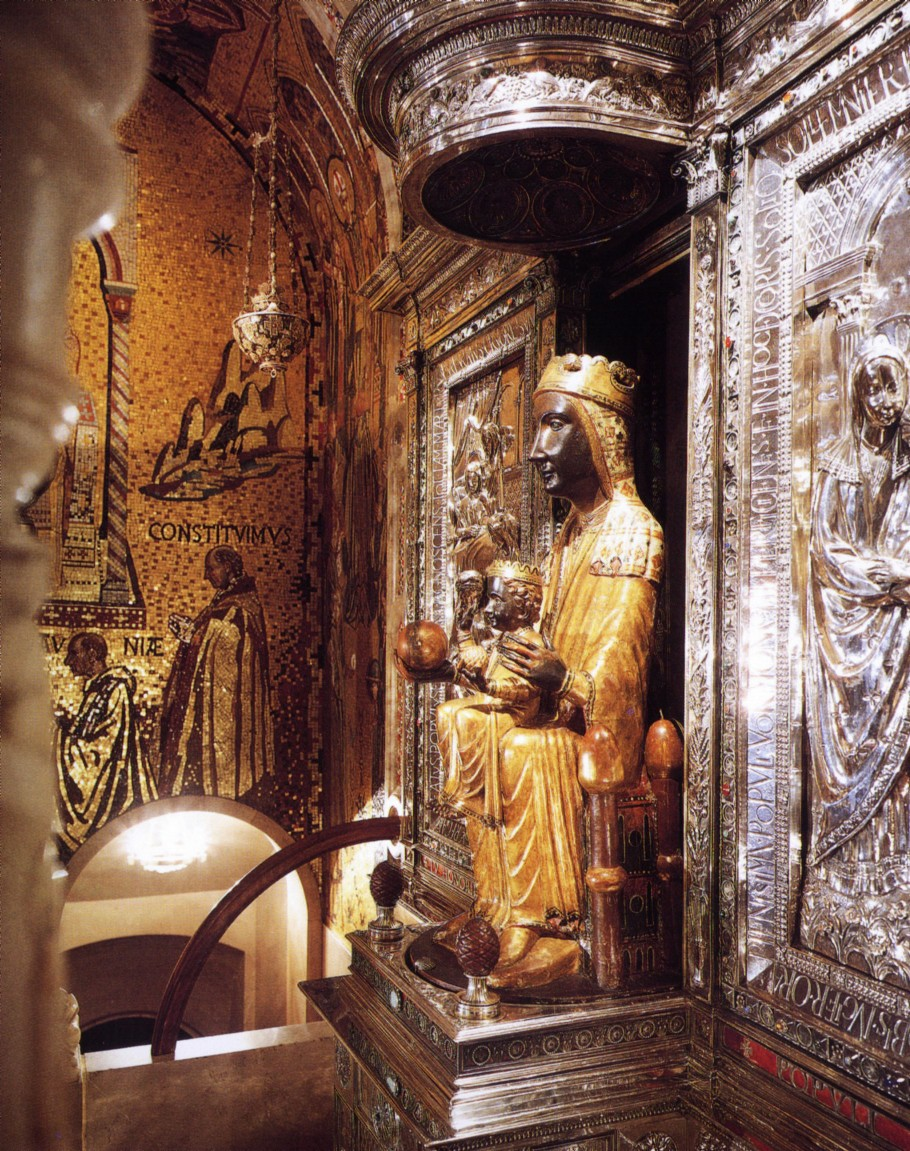
La Mare de Déu de Montserrat, proclamada patrona de Catalunya l'11 de setembre de 1881 per Lleó XIII

L'any 1880, l'abadia de Santa Maria de Montserrat, a Catalunya, va celebrar els seus 1000 anys d'existència. L'11 de setembre de 1881, coincidint amb la Diada Nacional de Catalunya, Lleó XIII va proclamar la Mare de Déu de Montserrat patrona de Catalunya. Això va tenir implicacions més enllà de l'àmbit purament religiós i va influir en el desenvolupament del nacionalisme català.
Bulgària
Lleó XIII va acollir amb satisfacció l'elevació del príncep Ferran de Saxònia-Coburg (més tard Ferran I de Bulgària) a príncep de Bulgària el 1886. Era catòlic i la seva esposa era membre de la Casa italiana de Borbó-Parma, i els dos tenien molt en comú. Tanmateix, les relacions entre els dos van degenerar quan Ferran va expressar la seva intenció de permetre que el seu fill gran, el príncep hereu Boris (més tard tsar Boris III), es convertís a l'ortodòxia, la religió majoritària de Bulgària. Lleó va condemnar fermament l'acció, i quan Ferran va dur a terme la conversió de totes maneres, Lleó el va excomunicar.
Estats Units

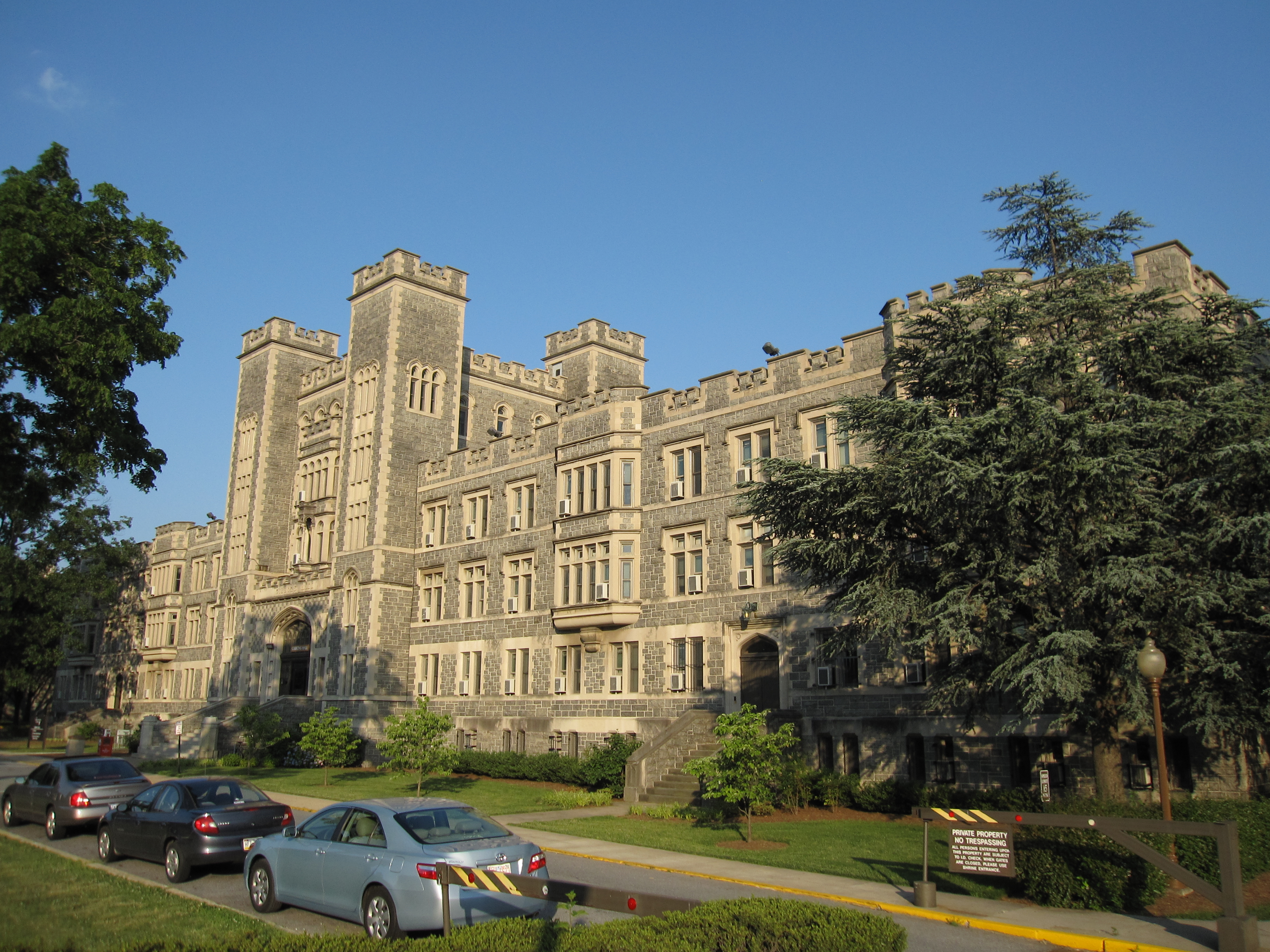
El 1889, el papa Lleó XIII va autoritzar la fundació de la Universitat Catòlica d'Amèrica a Washington, DC, i li va atorgar títols papals en teologia.

Els Estats Units van atreure sovint la seva atenció i admiració. Va confirmar els decrets del Tercer Concili Plenari de Baltimore (1884) i va elevar James Gibbons, l'arquebisbe d'aquella ciutat, al cardenat el 1886.
El 10 d'abril de 1887, una carta pontifícia del papa Lleó XIII va fundar la Universitat Catòlica d'Amèrica, establint la universitat nacional de l'Església Catòlica als Estats Units.
Els diaris americans van criticar el papa Lleó perquè afirmaven que intentava obtenir el control de les escoles públiques americanes. Un dibuixant va dibuixar Lleó com una guineu incapaç d'agafar el raïm etiquetat per a escoles americanes; el peu de foto deia "Raïm agre!"
El 1892, el papa Lleó XIII va obrir els arxius del Vaticà a William Eleroy Curtis, un enviat especial que planejava la commemoració de Cristòfor Colom a l'Exposició Universal Colombina de 1893.
Brasil
El papa Lleó XIII és recordat pel Primer Concili Plenari de l'Amèrica Llatina celebrat a Roma el 1899, i per la seva encíclica de 1888 als bisbes del Brasil , In plurimis, sobre l'abolició de l'esclavitud. El 1897 va publicar la Carta Apostòlica Trans Oceanum, que tractava dels privilegis i l'estructura eclesiàstica de l'Església Catòlica a l'Amèrica Llatina.
Índia
El papa Lleó XIII va instar "Filii tui India, administri tibi salutis" (Els vostres fills, oh Índia, seran els heralds de la vostra salvació) i va fundar el seminari nacional, anomenat Seminari Papal. Va confiar aquesta tasca al llavors delegat apostòlic a l'Índia Ladislaus Michael Zaleski, que va fundar el Seminari el 1893.
Filipines
Lleó XIII va ser papa durant la Guerra Hispano-Americana el 1898, en què els Estats Units, una nació aleshores majoritàriament protestant, van prendre el control de les Filipines a Espanya. En una reunió del 1902 amb el governador general de les Filipines, William Howard Taft, Lleó XIII es va negar a permetre que el govern dels Estats Units comprés terres als frares catòlics de les Filipines.

#### Evangelització
El papa Lleó XIII va sancionar les missions a l'Àfrica Oriental a partir de 1884  El 1887, va aprovar la fundació dels Missioners de Sant Carles Borromeu, que van ser organitzats pel bisbe de Piacenza, Giovanni Battista Scalabrini. Els missioners van ser enviats a Amèrica del Nord i del Sud per fer atenció pastoral als immigrants italians. El 1879, missioners catòlics associats a la Congregació dels Pares Blancs (Societat dels Missioners d'Àfrica) van arribar a Uganda i altres van anar a Tanganyika i Ruanda.

#### Teologia

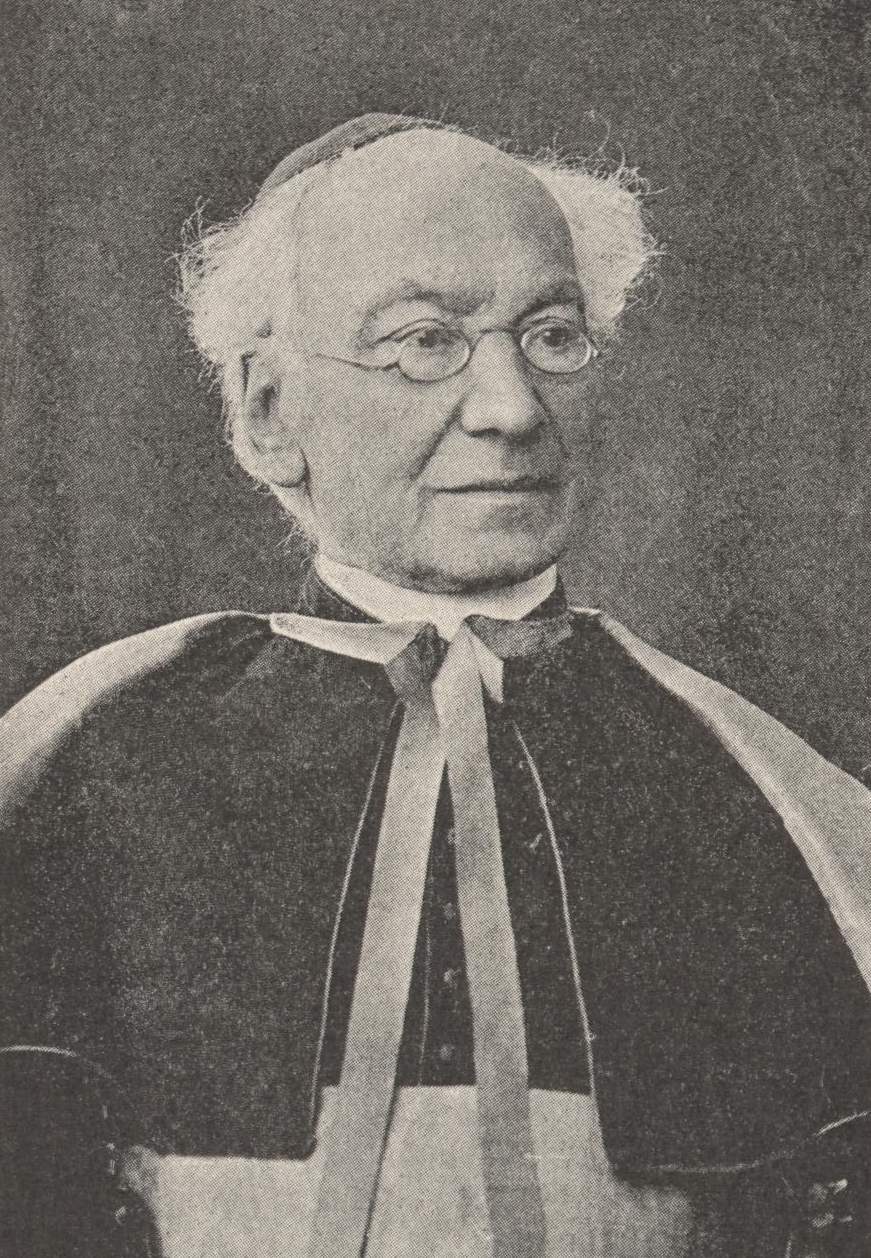
Giuseppe Pecci el 1887. A petició urgent del Col·legi de Cardenals, Lleó XIII va elevar a les seves files el 1879 el seu germà, Giuseppe Pecci, jesuïta i destacat teòleg tomista.

Lleó XIII també va aprovar diversos escapularis. El 1885, va aprovar l'escapulari de la Santa Faç (també conegut com la Verònica) i va elevar els sacerdots de la Santa Faç a arxiconfraria. També va aprovar l'escapulari de Nostra Senyora del Bon Consell i l'escapulari de Sant Josep, tots dos el 1893, i l'escapulari del Sagrat Cor el 1900.

##### Tomisme
Com a papa, va utilitzar tota la seva autoritat per a un renaixement de la teologia de Tomàs d'Aquino. El 4 d'agost de 1879, Lleó XIII va promulgar l'encíclica Aeterni Patris ("Pare Etern"), que, més que qualsevol altre document, va proporcionar una carta per al renaixement del tomisme, el sistema teològic medieval basat en el pensament d'Aquino, com a sistema filosòfic i teològic oficial de l'Església Catòlica. Havia de ser normatiu no només en la formació dels sacerdots, sinó també en l'educació dels laics a les universitats.
El papa Lleó XIII va crear més tard l'Acadèmia Pontifícia de Sant Tomàs d'Aquino el 15 d'octubre de 1879 i va ordenar la publicació de l'edició crítica, l'anomenada Edició Leonina, de les obres completes del doctor angelicus. La superintendència de l'edició leonina va ser confiada a Tommaso Maria Zigliara, professor i rector del Collegium Divi Thomae de Urbe, la futura Universitat Pontifícia de Sant Tomàs d'Aquino, avui anomenada Angelicum. Lleó també va fundar la Facultat de Filosofia de l'Angelicum el 1882 i la seva Facultat de Dret Canònic el 1896.

##### Consagració del món al Sagrat Cor

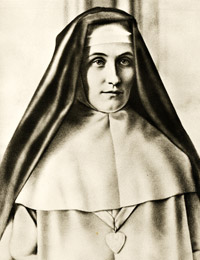
La Beata Sor Maria del Cor Diví va ser una religiosa de la Congregació de Nostra Senyora de la Caritat del Bon Pastor que va demanar al Papa Lleó XIII que consagrés tot el món al Sagrat Cor de Jesús.

Lleó va entrar en un nou territori teològic en consagrar el món al Sagrat Cor de Jesús. Després d'haver rebut moltes cartes de la germana Maria del Cor Diví, comtessa de Droste zu Vischering i Mare Superiora del Convent de les Germanes del Bon Pastor a Porto, Portugal, demanant-li que consagrés tot el món al Sagrat Cor de Jesús, va encarregar a un grup de teòlegs que examinessin la petició sobre la base de la revelació i la sagrada tradició. El resultat d'aquesta investigació va ser positiu i, per tant, a la carta encíclica Annum sacrum (el 25 de maig de 1899), va decretar que la consagració de tota la raça humana al Sagrat Cor de Jesús havia de tenir lloc l'11 de juny de 1899.
La carta encíclica també animava tot l'episcopat catòlic a promoure les devocions del primer divendres, establia el juny com el mes del Sagrat Cor i incloïa l'oració de consagració al Sagrat Cor.

##### Oració
Lleó va introduir la promoció de les intencions d'oració mensuals el 1890, que va confiar a l'Apostolat de l'Oració (ara la Xarxa Mundial d'Oració del Papa) .

##### Escriptures
A la seva encíclica Providentissimus Deus de 1893, va descriure la importància de les Escriptures per a l'estudi teològic. Va ser una encíclica important per a la teologia catòlica i la seva relació amb la Bíblia, tal com va assenyalar el papa Pius XII 50 anys més tard a la seva encíclica Divino afflante Spiritu.

##### Catòlics de ritu oriental
Va dedicar la seva encíclica Orientalium dignitas de 1894 a preservar les litúrgies de ritu oriental.

##### Recerca teològica

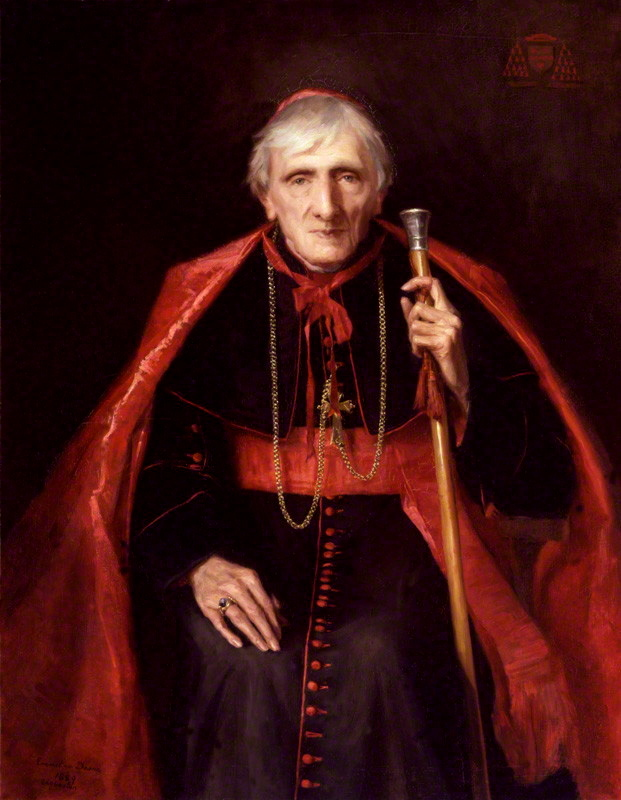
John Henry Newman va ser elevat al Col·legi de Cardenals pel Papa Lleó XIII.

A Lleó XIII se li atribueixen grans esforços en les àrees d'anàlisi científica i històrica. Va obrir els Arxius Vaticans i va promoure personalment un estudi científic exhaustiu de 20 volums sobre el Papat per part de Ludwig von Pastor, un historiador austríac.

##### Mariologia
El seu predecessor, el papa Pius IX, va ser conegut com el Papa de la Immaculada Concepció a causa de la seva dogmatització el 1854. Lleó XIII, a la llum de la seva promulgació sense precedents del rosari en 11 encícliques, va ser anomenat el Papa del Rosari perquè va promulgar la devoció mariana. En la seva encíclica sobre el 50è aniversari del Dogma de la Immaculada Concepció, emfatitza el paper de Maria en la redempció de la humanitat i l'anomena Mediadora i Corredentora. Tot i permetre el títol de "Mediadora", els papes recents, després del Concili Vaticà II, han advertit que cal evitar l'ús del terme "corredentora" com a derogatori de l'únic mediador, Jesucrist.

#### Doctrina social

##### Rerum novarum

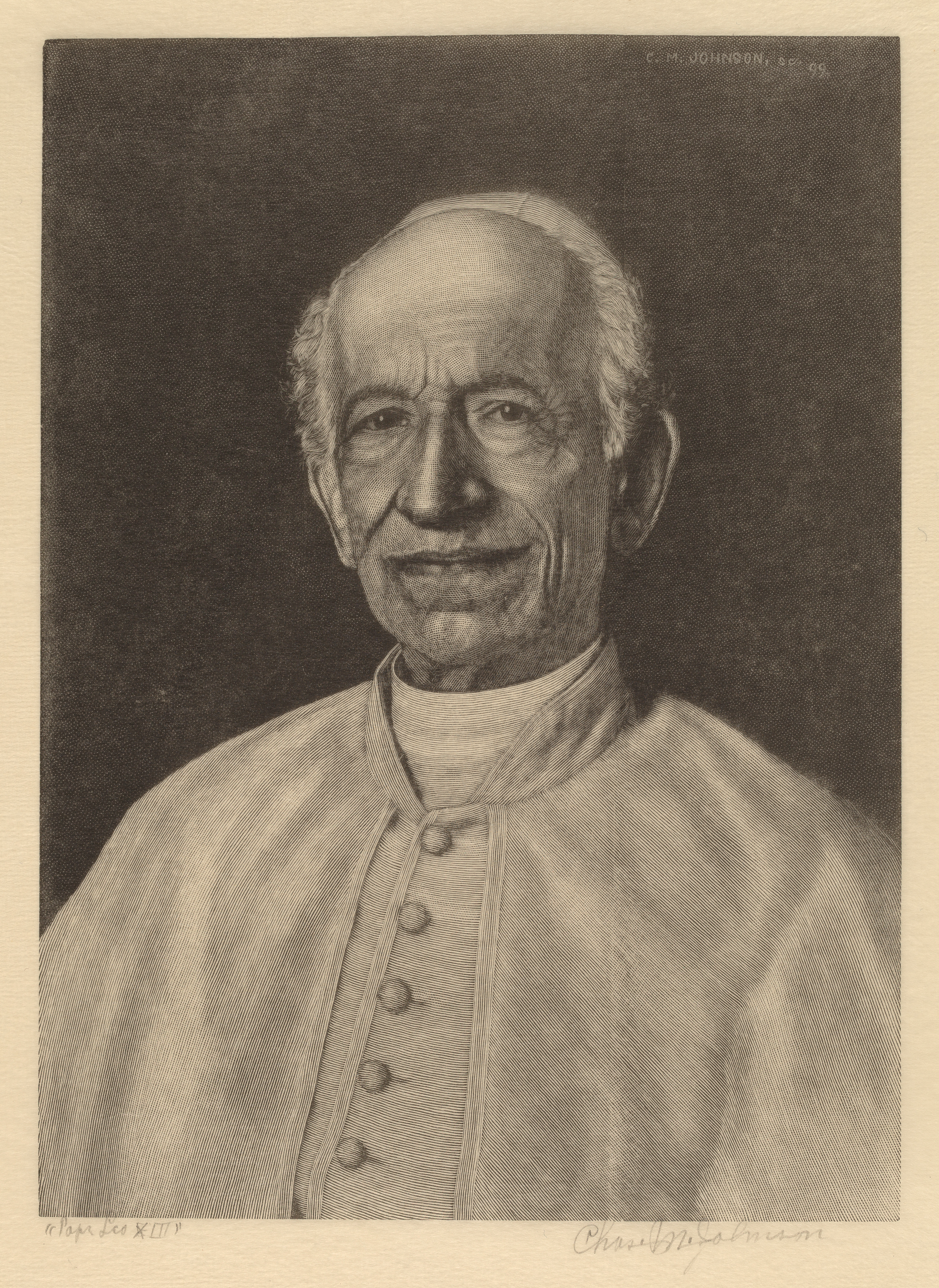
Charles M. Johnson, Papa Lleó XIII, 1899, National Gallery of Art

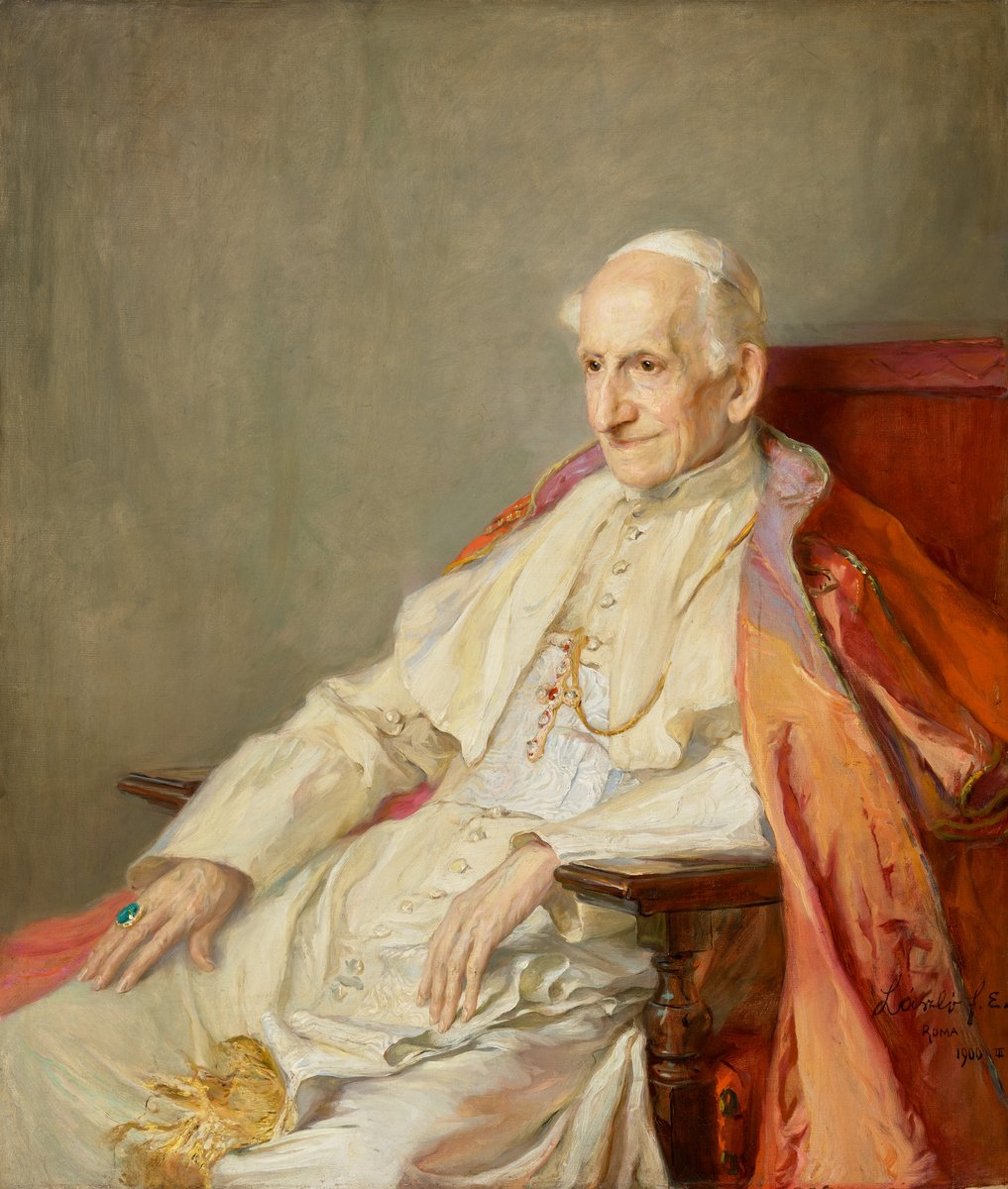
Retrat de Philip de László, 1900

Les seves encícliques van canviar les relacions de l'església amb les autoritats temporals; l'encíclica Rerum novarum de 1891, per primera vegada, va abordar qüestions de desigualtat social i justícia social amb l'autoritat papal, centrant-se en els drets i deures del capital i el treball. Va ser molt influenciat per Wilhelm Emmanuel von Ketteler, un bisbe alemany que va propagar el favor de les classes treballadores que patien al seu llibre Die Arbeiterfrage und das Christentum. Des de Lleó XIII, molts ensenyaments papals han ampliat els drets i obligacions dels treballadors. Lleó va argumentar que tant el capitalisme com el comunisme tenen defectes. Rerum novarum va introduir la idea de subsidiarietat, el principi que les decisions polítiques i socials s'han de prendre a nivell local, si és possible, en lloc de per una autoritat central, en el pensament social catòlic.

#### Consistoris
Al llarg del seu pontificat, Lleó XIII va elevar 147 cardenals en 27 consistoris. Mentre que el límit del Col·legi de Cardenals s'havia fixat en 70 des del papat del Papa Sixt V, Lleó XIII mai va superar ni va arribar al límit, només s'hi va acostar a 67 el 1901. Entre els cardenals notables que va elevar, va nomenar John Henry Newman com a cardenal, alhora que va elevar el seu propi germà Giuseppe Pecci , tot i que no va ser un acte nepotista (es basava purament en la recomanació i el mèrit), en el mateix consistori. El 1893, va elevar Giuseppe Melchiorre Sarto al cardenalat, que seria el seu successor immediat, el Papa Pius X el 1903. El Papa també va nomenar els germans Serafino i Vincenzo Vannutelli i els cosins Luigi i Angelo Jacobini to al Sacre Col·legi. Altres inclusions destacables van ser Andrea Carlo Ferrari (més tard beatificat el 1987) i Girolamo Maria Gotti.
Dels 147 cardenals que va elevar, 85 eren italians, ja que Lleó XIII va nomenar cardenals de més enllà d'Europa, inclosos els primers cardenals d'Austràlia, Canadà, Eslovènia, i Armènia  aquesta última seria la primera selecció oriental des del 1439.
El 1880, el papa va nomenar tres cardenals "in pectore", anunciant-los el 1882 i el 1884. El 1882, va nomenar un altre cardenal in pectore , anunciant el nom més tard aquell mateix any. El 30 de desembre de 1889, Lleó XIII va nomenar només un cardenal a qui va reservar in pectore , anunciant el nom només aproximadament sis mesos després. A principis de 1893, va nomenar dos cardenals més in pectore , anunciant els seus noms el 1894 i el 1895, mentre que a l'abril de 1901 va anunciar els noms de dos cardenals més que havia reservat in pectore el juny de 1899. El juny de 1896, Lleó XIII va nomenar dos cardenals més in pectore, anunciant el març de 1898 que tots dos havien mort, per la qual cosa va deixar vacants els capells vermells que els hauria atorgat.
Amb l'elevació de Newman el 1879, va ser àmpliament elogiat a tot el món angloparlant, no només per les virtuts i la reputació de Newman, sinó sobre la base que Lleó XIII tenia una visió episcopal més àmplia que la que mai va tenir Pius IX. Els seus nomenaments similars de dos participants destacats del Concili Vaticà Primer, Lajos Haynald i Friedrich Egon von Fürstenberg, tots dos el 1879, també van ser destacables pel seu paper en el Concili de curta durada. Fins i tot es va al·legar que Félix Antoine Philibert Dupanloup, un opositor vocal de la infal·libilitat papal com Newman, hauria estat elevat al cardenalat el 1879 si no hagués mort l'octubre de 1878. A més, el 1884, es va oferir l'elevació al sacerdot polonès i antic funcionari de la Curia Stefan Pawlicki, però va rebutjar-la. Lleó XIII va tenir la intenció més tard de nomenar l'arquebisbe de Santiago Mariano Santiago Casanova Casanova cardenal el 1895; tanmateix, el papa va abandonar la idea després que l'Església peruana objectés que l'arquebisbe de Lima era el primat de Sud-amèrica i, per tant, el que calia nomenar cardenal. Per tal d'evitar un conflicte entre Xile i el Perú, el papa va abandonar la idea a contracor.
El 1897, el papa tenia la intenció de nomenar cardenal l'arquebisbe de Torí, Davide Riccardi, però el cardenal va morir abans que es pogués dur a terme la promoció. El 1891 i de nou el 1897, el papa va oferir el cardenalat a Johannes Montel Edler von Treuenfels, el degà de la Sagrada Rota, tot i que aquest va rebutjar l'honor (es va negar de nou el 1908 quan va ser convidat pel papa Pius X). El 1899, Lleó XIII esperava nomenar cardenalat el procurador general dominicà Hyacinthe-Marie Cormier (més tard beatificat); tanmateix, no va poder fer-ho perquè el govern francès no afavoria un cardenal d'un orde religiós per vetllar pels seus millors interessos com a membre de la Curia. El 1901, va planejar nomenar Agapito Panici cardenal al següent consistori, però Panici va morir abans que el nomenament pogués tenir lloc el 1903. Suposadament, abans de decidir nomenar-lo, Lleó XIII va demanar al seu germà Diomedes que renunciés al seu dret al capell vermell, però quan Agapito va morir el 1902, el papa va informar a Diomedes que ignoraria la seva missiva anterior demanant-li que renunciés al seu dret al capell vermell, un càrrec que a Diomedes mai se li va donar. Segons els testimonis, Lleó XIII no va convidar tres vegades Vincenzo Tarozzi (la causa del qual de beatificació s'ha iniciat des de llavors) a rebre el barret vermell. Segons una conversa del 1904 entre el papa Pius X i Antonio Mele-Virdis, es diu que el primer va dir: "ell hauria d'haver estat al meu lloc".

#### Audiències

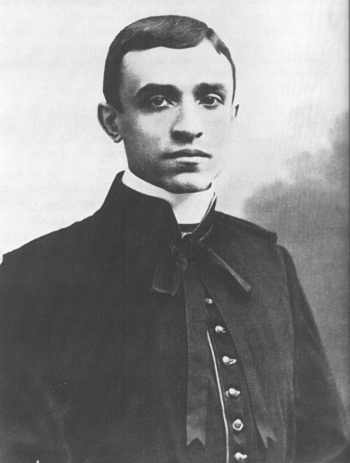
El 1901, el papa Lleó XIII va donar la benvinguda a Eugenio Pacelli, més tard papa Pius XII, en el seu primer dia de 57 anys de servei al Vaticà (1901–1958).

Una de les primeres audiències que Lleó XIII va concedir va ser als professors i estudiants del Collegio Capranica, on a la primera fila s'agenollava davant seu el jove seminarista Giacomo Della Chiesa, el futur papa Benet XV, que seria papa del 1914 al 1922.
En un pelegrinatge amb el seu pare i la seva germana el 1887, Teresa de Lisieux va assistir a una audiència general amb el Papa Lleó XIII i li va demanar que li permetés entrar a l'orde carmelita. Tot i que tenia estrictament prohibit parlar amb ell perquè li havien dit que allargaria massa l'audiència, es va dirigir a ell, i el Papa li va dir: "Si és la voluntat de Déu que entris al convent, així serà". [una història d'una ànima]
El juliol de 1884, el papa Lleó va rebre l'autor francès Jules Verne i la seva família en audiència privada; coneixia l'estil d'escriptura científic de Verne.

#### Visions místiques
Es diu que el 1884 Lleó XIII va tenir una visió mística que li va deixar una profunda impressió. El matí del 13 d'octubre, durant una celebració a la Capella Paulina, va adoptar una actitud inusual: de sobte va semblar immobilitzat durant uns minuts, després dels quals, amb aspecte cansat, va tornar immediatament al seu estudi. Els presents temien que fos víctima d'una malaltia, però poc després va convocar el cap de la Congregació dels Ritus i, confiant-li el manuscrit d'una oració que acabava de compondre, va decretar la seva inclusió al Ritual Romà. L'oració és una elaborada invocació a l'arcàngel Miquel en defensa d'alguna acció imminent del Diable Diavolo "Sancte Michael arcangele, defende nos in proelio, contra nequitias et insidias diaboli esto praesidium...". L'oració que romania a la litúrgia va ser posteriorment eliminada per les disposicions del Concili Vaticà II.

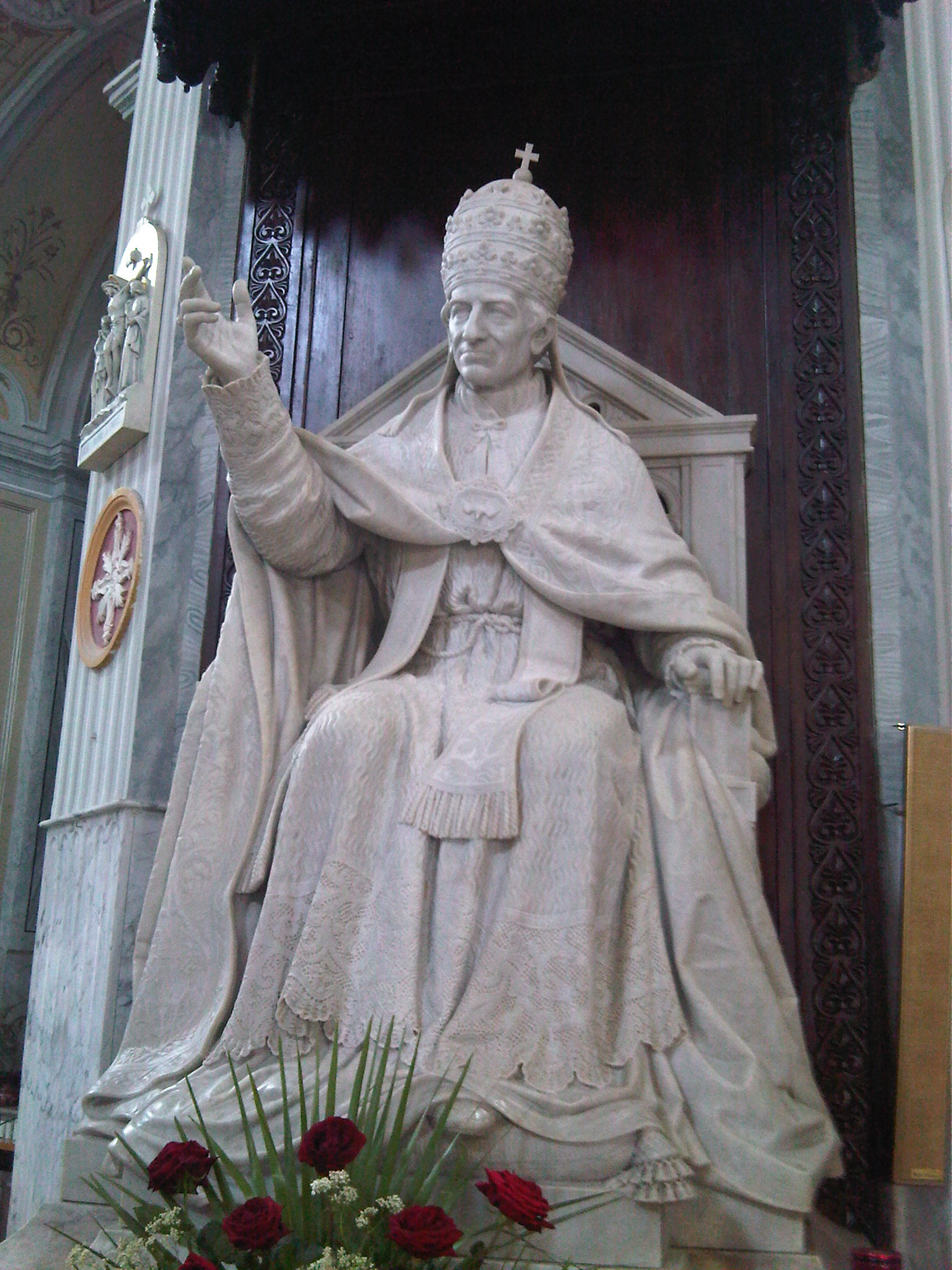
Estàtua de Lleó XIII a la col·legiata de Carpineto Romano

El que va passar aquell dia va ser interpretat pel cardenal Pietro Boetto, que va rebre informació al respecte del confessor personal de Lleó XIII i del cardenal Giovan Battista Nasalli Rocca: aquest relat públic només es va produir el 1946. En resum, el Papa havia narrat l'escena d'una terrorífica fugida de dimonis de la superfície esquerdada de la terra, que, després d'haver provocat nombrosos desastres, va arribar al llindar de la Basílica de Sant Pere, gairebé provocant-ne el col·lapse. Per aturar la seva empresa malvada, l'arcàngel Miquel va descendir i va derrotar la host infernal. Posteriorment, havia sentit veus sobrenaturals que van predir que l'amenaça es faria realitat en un termini equivalent a algun altre pontificat. El perill hauria estat representat tant per la nació russa com per una agressió contra l'Església, amb l'objectiu de posar a prova la seva fe i estabilitat, duta a terme per Satanàs a qui Déu va concedir un segle de llibertat d'acció.
Tot i que aquest tipus de visió és inusual en la crònica eclesiàstica dels pontificats, l'episodi, testimoniat per fonts fiables i que va donar lloc a una pregària litúrgica, està en sintonia amb un esperit religiós apocalíptic que planava en aquell moment, fins i tot si va ser afavorit per declarades aparicions marianes, i que no es pot descartar que hagi implicat emocionalment el papa d'aleshores. De fet, ja al començament del seu ministeri sembla que va rebre una suposada carta de Bernadette Soubirous, la visionària de Lorda, que li va induir pressentiments inquietants. Aquesta carta va ser trobada als arxius del Vaticà el 1997 pel prelat francès A. La Grande. Encara hi ha dubtes sobre la seva autenticitat, però encara és probable que el Papa el rebés.
La importància de l'experiència mística que va tenir Lleó XIII en la cura pastoral purament religiosa és certa, ja que per a la seva "...oració exorcística..." va prescriure la recitació de genolls al final de cada missa i en cada comunitat eclesial del món. És concebible que això tingués un impacte en la seva inspiració extralitúrgica posterior, ja que l'any següent va començar a mostrar una atenció més completa per l'estat unitari italià recentment format i per les condicions econòmiques i socials de les classes treballadores més humils. En resum, després de 1884 es pot veure un nou impuls en el seu pontificat i hi ha qui considera aquesta visió escatològica una de les seves forces impulsores.
El 1934, un escriptor alemany, el pare Bers, va intentar rastrejar l'origen de la història i va declarar que, tot i que la història era molt estesa, enlloc no podia trobar cap rastre de prova. Fonts properes a la institució de l'oració el 1886, inclòs un relat d'una conversa amb Lleó XIII sobre la seva decisió, no diuen res de la suposada visió. Bers va concloure que la història era una invenció posterior que es va estendre com un virus.

### Salut

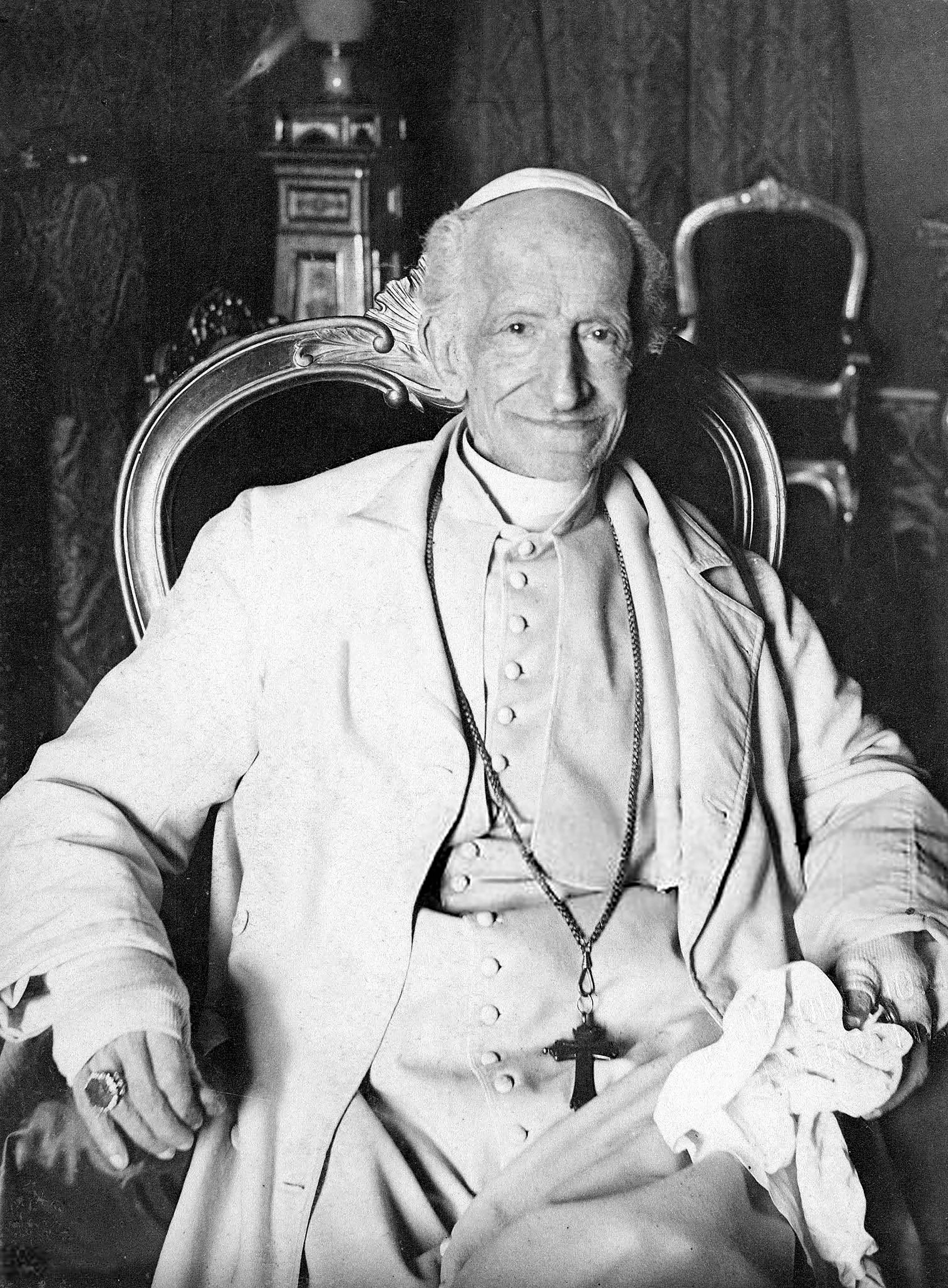
El Papa Lleó XIII el 1887

En el moment de la seva elecció el 1878, el papa havia començat a experimentar un lleuger tremolor a la mà a causa d'una sagnia mal realitzada per una malaltia prèvia.
El març de 1899, es creia que el papa estava greument malalt i que estava a punt de morir. Originalment, es va suposar que el papa patia una pneumònia violenta i que es va donar l'alarma sobre la seva salut. Tanmateix, aviat es va descobrir que la raó de la malaltia del papa era la inflamació sobtada d'un quist que l'havia estat preocupant durant gairebé trenta anys i que mai no s'havia extirpat anteriorment. L'única raó per la qual mai no havia estat una preocupació particular era a causa de les incisions dissenyades per alleujar el dolor. Tot i que Lleó XIII va rebutjar fermament la idea de la cirurgia al principi, el cardenal Mariano Rampolla del Tindaro el va convèncer que era necessari per garantir la seva bona salut. Abans que el papa fos operat, va demanar que el seu capellà celebrés missa a la seva capella privada mentre es duia a terme l'operació. Segons sembla, el quist extirpat "tenia la mida d'una taronja de mida normal".
Cap al final de la seva vida, Lleó XIII va recórrer a l'ús d'un bastó amb punta d'or quan anava a passejar, ja que sovint li resultava difícil fer-ho. Si bé Lleó XIII certament podia caminar sense bastó, només caminava sense bastó si realment se sentia còmode fent-ho. Sempre que hi havia rumors sobre la seva salut, Lleó XIII era conegut per caminar entremaliadament i ràpidament per dissipar els rumors.

### Mort
El 30 de juny de 1903, Lleó XIII va informar de lleugeres sensacions de dispepsia i va dir que prendria una dosi d'oli de ricí per ajudar-se a recuperar-se, ignorant les preocupacions sobre la seva salut. Tot i que semblava que funcionava, i el papa va reprendre les seves funcions amb un vigor renovat, no va durar.
Lleó XIII va contreure un refredat mentre feia una sortida pels Jardins Vaticans el 3 de juliol de 1903; tanmateix, el seu estat va deteriorar ràpidament fins al punt que va contreure pneumònia. Aquella nit, es va ficar al llit immediatament i va perdre el coneixement. Inicialment, el papa va rebutjar el desig del seu metge d'obtenir una segona opinió d'un col·lega, insistint en un metge que l'havia atès anteriorment el 1899, quan va patir una malaltia greu prèvia. Quan el metge va ser cridat immediatament al costat del llit del papa, va determinar que l'oli de ricí li havia molestat l'estómac i havia agreujat el seu estat. [ 77 ] Els nebots del papa van ser notificats immediatament de la malaltia del seu oncle, així com els cardenals Mariano Rampolla del Tindaro i Luigi Oreglia di Santo Stefano en les seves qualitats de secretari d'Estat i camarlenc, respectivament. El 4 de juliol, el papa va fer la seva última confessió al cardenal Serafino Vannutelli i més tard amb prou feines va poder recitar la professió de fe. Aquell mateix dia, va experimentar pèrdua de gana i va patir dificultat per respirar. El 5 de juliol, el metge va informar que l'hepatització afectava els lòbuls superior i mitjà del pulmó dret, mentre que Lleó XIII patia una considerable debilitat cardíaca i dificultats per respirar, alhora que informava de l'absència de febre ni atacs de tos. Aquell mateix dia, després d'haver rebut els sagraments, el papa va dir: "Ara sóc a prop del meu final. No sé si tot el que he fet ha estat bo, però certament he obeït la meva consciència i la nostra fe".
El 6 de juliol de 1903, li van administrar una injecció per alleujar el dolor que estava experimentant, mentre es va informar que la pneumònia que havia contret començava a estendre's al pulmó esquerre. El papa, que tenia el pols imperceptible, va tenir una nit inquieta i els seus metges li van donar oxigen. Quan li van donar l'oxigen, Lleó XIII va respondre: "Això està molt millor. Abans sentia com si hagués perdut la llibertat". Aquell matí, va insinuar als que l'acompanyaven que preferiria que el cardenal Girolamo Maria Gotti el succeís en el següent conclave. Quan els metges li van ordenar que descansés, per no agreujar encara més la seva salut en declivi, Lleó XIII va dir: "Si tan sols fos d'alguna utilitat, però no crec que ho sigui. La breu resta de la meva vida l'he de dedicar a l'Església de Déu, no al meu propi i pobre consol". El papa va perdre el coneixement, però es va despertar per rebre els sagraments a les 21:00  abans de viure una altra nit inquieta, meravellant-se: "Que es faci la voluntat de Déu. Qui ho hauria cregut quan només deu dies abans presidia un consistori públic?" Lleó XIII només va dormir tres hores, però un dolor intens el va fer despertar immediatament, queixant-se de dolor a banda i banda del tòrax que va obligar els metges a moure la seva fràgil forma per a una millor comoditat. La seva situació havia estat crítica aquella tarda quan li van donar l'Ultima Misericòrdia, mentre els seus metges l'informaven del seu deteriorament sobtat. El 7 de juliol, el feble papa va demanar que s'obrissin les persianes de la seva finestra, dient: "Desitjo veure una vegada més, potser per última vegada, els raigs del sol". Les nits següents, el papa va patir diversos atacs de tos, suant molt a causa de la febre creixent. El papa es va sentir prou millor el 10 de juliol per rebre un grup de pelegrins hongaresos; tanmateix, el papa estava esgotat i es va desplomar després de la reunió.
Lleó XIII va empitjorar encara més fins que va morir a les 15:55  del 20 de juliol de 1903, xiuxiuejant una benedicció final abans de morir. No obstant això, els funcionaris del Vaticà van donar l'hora de la seva mort a les 16:04,  quan els funcionaris van confirmar oficialment que el papa havia mort. Oficialment, Lleó XIII havia mort de pneumònia, seguida d'una pleuresia hemorràgica .
Lleó XIII va ser el primer papa que va néixer al segle xix i també va ser el primer a morir al segle xx, vivint fins als 93 anys. És el papa verificat més gran que ha exercit aquest càrrec. Hi ha tres papes més que es diu que van viure més temps que el papa Lleó XIII: el papa Sant Agat (574–681), que va morir als 107 anys; el papa Gregori IX (1145–1241), que va morir als 96 anys; i el papa Adrià I (700–795), que va morir als 95 anys. Tanmateix, tot i que hi ha documentació contemporània que acredita les seves edats, no hi ha proves suficients perquè es puguin verificar amb total certesa; això es deu a la mala conservació de registres típica de l'època en què van viure.
En el moment de la seva mort, Lleó XIII era el tercer papa amb el regnat més llarg (25 anys), només superat pel seu predecessor immediat, Pius IX (31 anys), i Sant Pere (38 anys).
Va ser enterrat a la Basílica de Sant Pere només breument després del seu funeral; més tard va ser traslladat a la cripta dels cardenals de la basílica de Sant Joan del Laterà (que ell mateix havia fet construir), la seva catedral com a bisbe de Roma, i una església en la qual va tenir un interès particular. Va ser traslladat allà a finals de 1924. Lleó va ser l'últim papa que no va ser enterrat a la Basílica de Sant Pere fins que el papa Francesc va ser enterrat a Santa Maria la Major el 2025.

## Encícliques del Pontificat

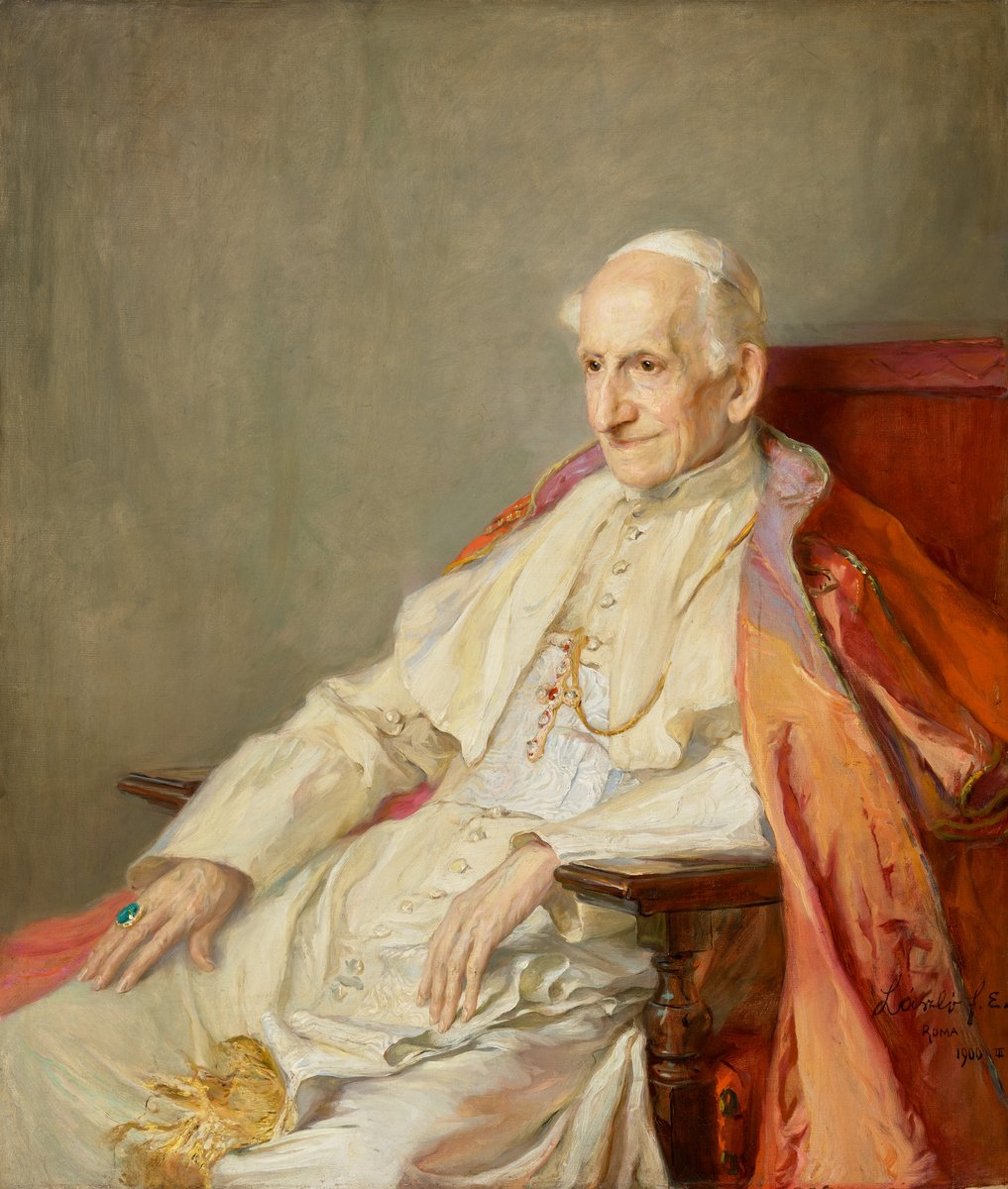
Retrat del papa Lleó XIII per Philip de László, 1900

El papa Lleó XIII va escriure moltes encícliques durant el seu llarg pontificat. El lloc web oficial del Vaticà n'enumera fins a 86.
Algunes de les principals encícliques:
- Inscrutabili Dei Consilio (1878): en ella el Papa denuncia els mals socials del seu temps, que al seu parer deriven del menyspreu amb què es repudia des de molts àmbits l'autoritat de l'Església, mare de la civilització, cosa que ha estat de tan gran benefici per a tota la humanitat al llarg dels segles i en particular per a Itàlia i Roma. El Pontífex, per tant, demana respecte i llibertat per a la Santa Seu i exalta el Sagrament del Matrimoni i els valors de la família.
- Quod Apostolici Muneris (1878): és la primera encíclica de caràcter social d'un papa.
- Aeterni Patris (1879): amb aquesta encíclica Lleó XIII volia fomentar una revifalla de la filosofia catòlica basada en els principis de Tomàs d'Aquino com a alternativa al modernisme, la secularització, el positivisme i el relativisme.[116]
- Arcanum Divinae (1880): és la primera encíclica d'un papa dedicada al tema de la família i el matrimoni cristià. En defensa de la família, amenaçada per errors ressorgents, el pontífex exalta el valor del matrimoni, elevat per Jesús a la dignitat de sagrament. Després d'haver recordat l'origen del matrimoni i les posteriors degeneracions aberrants de la poligàmia, Lleó XIII reafirma els objectius i la disciplina del matrimoni cristià; condemna el matrimoni civil i el divorci; reafirma el poder legislatiu i judicial exclusiu de l'Església en matèria de vincle matrimonial.
- Sancta Dei Civitas (1880): encíclica sobre l'activitat missionera.
- Diuturnum Illud (1881): l'Església no té preferència per un règim polític, sempre que respecti la llei de Déu. Mitjançant un mètode d'elecció, no es dóna el poder (que només prové de Déu), sinó que només s'estableix qui ha de ser qui l'ha de posseir.
- Supremi Apostolatus Officio (1883) ("De l'Ofici del Suprem Apostolat"): en aquesta encíclica es decreta que la solemnitat de la Mare de Déu del Rosari se celebri amb especial devoció a tot el món catòlic, i que des del primer dia del mes d'octubre fins al segon del novembre següent a totes les esglésies parroquials del món es recitin almenys cinc dècades del Rosari, amb l'addició de la Litanie Lauretane.
- Humanum genus (1884): l'encíclica considera el final del segle xix una època perillosa per als cristians i condemna la maçoneria, així com diverses pràctiques relacionades amb ella, com ara el naturalisme, com ara la sobirania popular, que no reconeix Déu i la idea que l'estat hauria d'estar "sense Déu", el comunisme i el socialisme de l'època definits com "una o altra d'aquelles doctrines capitals, en les quals el verí dels errors maçònics semblava haver penetrat més íntimament".[117]
- Immortale Dei ei (1885): Lleó XIII pregunta: si alguns liberals diuen que l'home depèn de Déu a nivell personal, per què això no hauria de ser vàlid també per a tota una societat? Naturalment, el problema també és amb quina religió identificar-se: i està molt clar, afirma el Papa, que la veritable religió és la catòlica, en una posició clarament antiliberal. Aquest argument es pot resumir de la següent manera: la sobirania de Déu s'estén des de l'individu fins a tota la societat. La religió es preocupa pel bé comú. Una societat ben organitzada ha de tendir cap al bé comú, i aquest bé comú inclou la pràctica de la religió amb el compliment dels deures envers Déu. Un Estat no pot deixar d'afavorir també la religió. En aquest cas, preval un significat platònic del bé comú, mentre que avui el bé comú es porta a un nivell socioeconòmic.[118]
- Libertas (1888): la separació entre Església i Estat és inacceptable perquè no és raonable, ja que l'individu és en si mateix religiós, i no hi ha cap raó per la qual una societat sencera no ho hagi de ser. Lleó XIII contrasta alguns dels que avui es defineixen com a drets humans en nom dels "drets de Déu": l'home és lliure de tenir el dret a no creure, però –segons Lleó XIII– també hi ha un dret de Déu a ser adorat. I aquest dret preval sobre el de qualsevol home. Aquest és el cor de tot el plantejament de Lleó XIII.
- Dall'alto dell'Apostolico Seggio (1890): revela l'existència d'un pla de les "sectes que s'anomenen maçòniques", "envaïdes per l'esperit de Satanàs", que abraça múltiples objectius entre els quals el de la destrucció de l'Església Catòlica. La referència és a un pla "que ara té lloc a Itàlia, especialment en la part que toca l'Església i la religió catòlica; amb l'objectiu final i notori de reduir-lo, si és possible, a res."[119]
Amb la sensibilitat actual, no es pot parlar d'un dret de Déu, excepte en un sentit molt analògic: els drets humans són reconeguts i protegits per la llei perquè poden ser violats i posats en dificultat, però en el cas de Déu això no es pot dir en absolut. Lleó XIII encara sent la influència d'un enfocament diferent, en què la societat està en relació amb Déu. La idea gelasiana de Lleó XIII intenta superar –sense aconseguir-ho– la divisió total entre Estat i Església que ja s'havia produït. Ara haurem d'acceptar el que ha passat, intentant garantir la llibertat mútua de les dues parts.
- Rerum Novarum (1891): la primera i una de les encícliques socials més importants: comença a definir la doctrina social de l'Església catòlica per a la modernitat.
- Annum Sacrum (1899): amb la consagració al Sagrat Cor de Jesús.

A Libertas, la separació entre Església i Estat es considera inacceptable perquè tota la societat ha de ser considerada tan religiosa com l'home individual (extensió dels drets de Déu a la societat) i, a més, perquè la religió ha de ser considerada com un bé comú de la societat.
Lleó XIII comença a distingir sobre la llibertat de consciència. El concepte positiu és "fes el que vulguis". L'aspecte negatiu és que no hi ha impediments per triar la pròpia religió dins d'un estat laic: aquesta llibertat es pot tolerar sobre la base de la distinció entre tesi i hipòtesi. No és conforme a la veritat i la justícia donar llibertat religiosa a tothom, però aquesta situació es tolera a causa dels temps greus que vivim i per a la protecció del bé comú.

## Canonitzacions i beatificacions

### Canonitzacions
- 8 de desembre de 1881:
  - Benoît-Joseph Labre (1748-1783), pel·legrí;[121]
  - Clara de Montefalco (1268-1308), verge agustinianes;[122]
  - Giovanni Battista de' Rossi (1698-1764), prevere;[122]
  - Llorenç de Bríndisi (1559-1619), prevere profès de l'Orde dels Frares Menors Caputxins.[122]
- 15 de gener de 1888:
  - Alonso Rodríguez Gómez (1533-1617), religiós de la Companyia de Jesús;[122]
  - Jan Berchmans (1599-1621), religiós de la Companyia de Jesús;[122]
  - Pere Claver i Sobocano (1580-1654), prevere profès de la Companyia de Jesús;[123]
  - Set Sants Fundadors de l'orde dels Servents de Maria.[123]
- 27 de maig de 1897:
  - Antonio Maria Zaccaria (1502-1539), prevere, fundador dels Clergues Regulars de Sant Pau i de les Angeliques;[123]
  - Pierre Fourier (1565-1640), prevere, fundador de la Congregació del Salvador i de la Congregació de la Mare de Déu de Canongesses de Sant Agustí.[123]
- 24 de maig de 1900:
  - Joan Baptista de La Salle (1651-1719), prevere, fundador dei Germans de les Escoles Cristianes de La Salle;[123]
  - Rita de Càssia (1381 circa - 1457), vídua, agustiniana.[124]

### Canonitzacions equivalents
- 2 de maig de 1878:
  - Nostriano († 450 aproximadament), bisbe de Nàpols.[125]
- 8 de gener de 1880:
  - Lucido († 1038), monjo d'Aquara.[126]
- 10 de maig de 1883:
  - Ilariano († 793 aproximadament), màrtir.[127]
- 20 de desembre de 1883:
  - Severí Boeci (475-524), màrtir.[128]
- 18 de desembre de 1884:
  - Eustasio, bisbe de Nàpols.[129]
- 20 de desembre de 1888:
  - Girolamo († 787), bisbe de Pavia;[130]
  - Lanfranco († 1194), bisbe de Pavia;[131]
  - Crispino I († 467), bisbe de Pavia;[131]
  - Litifredo I, bisbe de Pavia;[131]
  - Rodobaldo II, bisbe de Pavia.[131]
- 9 de maig de 1889:
  - Germano († 1018), fundador i abat de Talloires.[132]
- 14 de març de 1890:
  - Lidwina (1380-1433), verge.[126]
- 28 d'abril de 1890:
  - Gemma († 1439), verge i reclusa.[133]
- 10 de juny de 1891:
  - Adrià III († 885), papa.[134]
- 2 de juliol de 1893:
  - Falco († 1440), eremita.[135]
- 21 de desembre de 1893:
  - Alferio (930-1050), abat de Cava;[136]
  - Leone I († 1079), abat de Cava;[137]
  - Pietro († 1123), abat de Cava;[137]
  - Costabile(1060-1124), abat de Cava.[137]
- 11 de desembre de 1897:
  - Sabino, bisbde i màrtir.[138]
- 11 de juliol de 1898:
  - Adamnà, abat d'Iona († 704);[139]
  - Beano;[140]
  - Blano († 590 aproximadament);[140]
  - Colomà († 676);[140]
  - Comgano;[140]
  - Costantí († 576), màrtir;[140]
  - Donnano i 52 compagni († 618), martiri;[140]
  - Drostano, abat († 610 aproximadament);[140]
  - Duthac, bisbe de Ross († 1065);[140]
  - Fergusto, bisbde († 721 aproximadament);[140]
  - Fillano, abat;[140]
  - Finano († 661);[140]
  - Luano († 592);[140]
  - Macario, bisbde;[140]
  - Magno († 1115), màrtir;[140]
  - Melrubio († 722 aproximadament), màrtir;[140]
  - Nathalan († 678 aproximadament);[140]
  - Pal·ladi, bisbde († 432);[140]
  - Talaricano, bisbde.[140]
- 23 de juliol de 1900:
  - Obizio († 1204).[141]
- 24 de novembre de 1900:
  - Nicezio, bisbe de Besançon († 611 aproximadament);[142]
  - Desiderato, bisbe de Besançon († 550);[143]
  - Donato, bisbe de Besançon († 660 aproximadament);[143]
  - Ermenfrido, abat († 670 aproximadament);[143]
  - Maimbodo, eremita († 880 aproximadament);[143]
  - Massimino, bisbe de Besançon;[143]
  - Protadio, bisbe de Besançon († 624);[143]
  - Simone, religiós;[143]
  - Teodulo, bisbde;[143]
  - Valdeberto, abat de Luxeuil († 668);[143]
  - Valeriano, màrtir († 178);[143]
- 1 de maig de 1902:
  - Eurosia († 714 aproximadament), verge i màrtir;[144]
  - Eva († 1265 aproximadament), verge.[130]
- 19 de juny de 1902:
  - Alberto, bisbde;[136]
  - Aidano († 626), bisbe de Ferns;[145]
  - Cartaco († 637), bisbde i abat de Lismore;[145]
  - Ciarano († 530 aproximadament), bisbde i abat de Ossory;[145]
  - Coemgen († 618 aproximadament), abat de Glendalough;[145]
  - Colmano († 600 aproximadament), bisbe de Cloyne;[145]
  - Colmano, bisbe de Dromore;[145]
  - Colmano († 632 aproximadament), bisbe de Kilmacduagh;[145]
  - Comgall († 602 aproximadament), fundador i abat de Bangor;[145]
  - Conlaedo († 519 aproximadament), bisbde;[145]
  - Declano, bisbe de Ardmore;[145]
  - Eugenio, bisbe de Ardstraw;[145]
  - Fachtna, bisbe de Ross;[145]
  - Fedlimino, bisbde;[145]
  - Finbar († 610 aproximadament), bisbde;[145]
  - Finiano († 549 aproximadament), abat;[145]
  - Flannano, bisbe de Killaloe;[145]
  - Iarlath († 550 aproximadament), bisbe de Tuam;[145]
  - Laisren († 639), abat de Leighlin;[145]
  - Macanisio († 514), bisbe de;[145]
  - Mac Cairthind († 505 aproximadament), bisbe de;[145]
  - Muredach, bisbe de Killala;[145]
  - Nateo († 610 aproximadament), bisbde i abat d'Achonry;[145]
  - Otterano († 563 aproximadament), monjo;[145]
  - Tassac, bisbe d'Elphin.[145]

### Beatificacions
- 15 de gener de 1882
  - Alonso de Orozco (1500-1591), prevere de l'Orde de Sant Agustí[146]
- 22 de gener de 1882
  - Carlo da Sezze (1613-1670), religiós de l'orde dels Frares Menors[147]
- 29 de gener de 1882
  - Umile da Bisignano (1582-1637), religiós de l'orde dels Frares Menors[146]
- 22 de gener de 1888
  - Louis-Marie Grignion de Montfort (1673-1716), prevere, fundador de la Compagnia de Maria i de les Filles de la Saviesa[148]
- 29 de gener de 1888
  - Klemens Maria Hofbauer (1751-1820), prevere de la Congregació del Santíssim Redemptor[149]
- 5 de febrer de 1888
  - Egidio Maria de San Giuseppe (1729-1812), religiós de l'orde dels Frares Menors[150]
- 12 de febrer de 1888
  - Felice da Nicosia (1715-1787), religiós de l'Orde dels Frares Menors Caputxins[146]
- 19 de febrer de 1888
  - Joan Baptista de La Salle (1651-1719), prevere, fundador dei Germans de les Escoles Cristianes de La Salle[151]
- 26 de febrer de 1888
  - Josepa de Santa Agnès (1625-1696), verge de les Agustines Descalces[146]
- 10 de novembre de 1889
  - Giovanni Gabriele Perboyre (1802-1840), prevere de la Congregació de la Missió, màrtir[152]
- 17 de novembre de 1889
  - Pere Chanel (1803-1841), prevere de la Societat de Maria, màrtir[147]
- 26 de gener de 1890
  - Pompilio Maria Pirrotti (1710-1766), prevere dei Clergues Regulars de les Escoles Pies[153]
- 9 de febrer de 1890
  - Giovanni Giovenale Ancina (1545-1604), de l'Oratori de Sant Felip Neri, bisbe de Saluzzo[154]
- 22 de gener de 1893
  - Francesco Saverio Maria Bianchi (1743-1815), prevere dei Clergues Regulars de Sant Pau[155]
- 29 de gener de 1893
  - Gerardo Maiella (1726-1755), religiós de la Congregació del Santíssim Redemptor[149]
- 12 de març de 1893
  - Leopoldo da Gaiche (1732-1815), prevere de l'orde dels Frares Menors[154]
- 16 d'abril de 1893
  - Antonio Baldinucci (1665-1717), prevere de la Companyia de Jesús[154]
- 30 d'abril de 1893
  - Rodolfo Acquaviva i 4 companys († 1583), jesuïtes, màrtirs[154]
- 14 de maig de 1893
  - Pere Sans i Jordà i 4 companiys († 1748), dominic, màrtirs a Xina[154]
- 15 d'abril de 1894
  - Joan d'Àvila (1499-1569), prevere[156]
- 22 d'abril de 1894
  - Dídac de Cadis (1743-1801), prevere de l'Orde dels Frares Menors Caputxins[157]
- 12 de gener de 1896
  - Bernardino Realino (1530-1616), prevere de la Companyia de Jesús[158]
- 19 de gener de 1896
  - Teofilo da Corte (1676-1740), prevere de l'orde dels Frares Menors[159]
- 27 de maig de 1900
  - Andrea Dũng Lạc († 1839) i 63 companys, màrtirs del Vietnam[160]
  - Jean-Gabriel-Taurin Dufresse i 12 companys († 1815), màrtirs a Xina[157]
- 3 de juny de 1900
  - Maria Maddalena Martinengo (1687-1737), abadessa de l'Orde delle Clarisses Caputxines[157]
- 10 de juny de 1900
  - Dionigi de la Natività i Redento de la Croce († 1638), Carmelites descalços, màrtirs[157]
- 23 de setembre de 1900
  - Joana de Lestonnac (1556-1640), víuda, fondatrice de l'Orde de la Companyia de Maria Nostra Senyora[148]
- 30 de setembre de 1900
  - Antonio Grassi (1592-1671), prevere de la Congregació de l'Oratori de Sant Felip Neri[157]
- 7 d'octubre de 1900
  - Maria Crescentia Höss (1682-1744), verge del Tercer orde de San Francesc[161]

### Beatificacions equivalents
- 24 de juny de 1880
  - Giovanni de la Verna († 1322), prevere de l'orde dels Frares Menors[162]
  - Bartolomeo Pucci-Franceschi († 1330), prevere de l'orde dels Frares Menors[163]
- 27 de juny de 1880
  - Egidio da Laurenzana († 1518), religiós de l'orde dels Frares Menors[164]
- 10 de març de 1881
  - Gandolfo da Binasco († 1260), prevere de l'orde dels Frares Menors[165]
- 14 de juliol de 1881
  - Urbà II (1040-1099), papa[166]
  - Bertran de Garrigues († 1230 aproximadament), prevere de l'orde de Predicadors[167]
  - Emerico de Quart († 1313), bisbe d'Aosta[168]
- 9 de febrer de 1882
  - Carles el Bo († 1127), màrtir[169]
- 23 d'agost de 1883
  - Simone Fidati († 1348), prevere de l'Orde de Sant Agustí[170]
- 17 de desembre de 1885
  - Battista Spagnoli (1447-1516), prevere de l'Orde Carmelita[171]
- 9 de desembre de 1886
  - John Fisher i Thomas More († 1535), màrtirs[172]
  - Cutberto Mayne i 51 company, màrtirs d'Anglaterra i Gal·les[156]
- 1 de febrer de 1888
  - Sante da Cori (1339-1392), prevere de l'Orde de Sant Agustí[173]
- 8 d'agost de 1888
  - Diana degli Andalò († 1236), verge dominica[174]
- 20 de desembre de 1888
  - Angelo da Furci (1246-1327), prevere de l'Orde de Sant Agustí[175]
- 6 de juny de 1889
  - Grazia da Cattaro (1438-1508), religiós de l'Orde de Sant Agustí[176]
  - Nicola Tavelić i tres companys († 1391), franciscà, màrtir[156]
- 3 de gener de 1890
  - Antonio Maria Zaccaria (1502-1539), prevere, fundador dei Clergues Regulars de Sant Pau[151]
- 28 d'abril de 1890
  - Bonifacio Valperga († 1243), bisbe de Aosta[177]
- 23 de juliol de 1890
  - Cristoforo Macassoli († 1485), prevere de l'orde dels Frares Menors[178]
- 14 de gener de 1891
  - Giustina Francucci Bezzoli (1260-1319), verge benedictina[179]
- 11 de març de 1891
  - Angelo Conti (1226-1312), prevere de l'Orde de Sant Agustí[175]
- 24 de desembre de 1891
  - Cecilia i Amata, domenicane, fundadores del monestir de Santa Agnès[169]
- 4 de setembre de 1892
  - Agnello da Pisa († 1235), prevere de l'orde dels Frares Menors[180]
- 4 de febrer de 1893
  - Lanuino († 1119 aproximadament), cartoixà, prior de Serra[181]
- 18 d'abril de 1893
  - Guillem († 1369), prevere de l'Orde de Sant Agustí[182]
- 23 de juliol de 1894
  - Idesbaldo († 1167), abat cistercense delle Dune[183]
  - Tommaso da Tolentino († 1321), prevere de l'orde dels Frares Menors, màrtir[184]
- 11 de febrer de 1895
  - Joana de Tolosa, verge carmelitana[185]
- 13 de maig de 1895
  - Hugh Faringdon i 8 companys († 1539), benedití, màrtir[186]
- 10 de juny de 1895
  - Giacomo da Cerqueto (1285-1366), prevere de l'Orde de Sant Agustí[187]
- 16 d'agost de 1895
  - Taddeo McCarthy (1455-1492), bisbe de Cork[188]
- 15 de desembre de 1896
  - Ponzio de Faucigny († 1178), canonge regular[189]
- 16 de setembre de 1897
  - Croznato († 1217), premostratenc, màrtir[186]
- 14 de març de 1898
  - Innocenci V (1224-1276), papa[183]
- 15 de maig de 1899
  - Raimondo da Capua († 1399), prevere, mestre general de l'orde de Predicadors[190]
- 24 de juliol de 1899
  - Marcos Criado (1522-1569), prevere de l'Orde de la Santíssima Trinitat, màrtir[191]
- 13 de maig de 1900
  - Antonio Bonfadini (1400-1482), prevere de l'orde dels Frares Menors[192]
- 18 d'agost de 1902
  - Andreu Abellon († 1450), prevere de l'orde de Predicadors[193]

## Doctors de l'Església
Lleó XIII va nomenar quatre persones com a Doctors de l'Església:
- Ciril d'Alexandria (28 de juliol de 1882) – el qualificà com a "Doctor Incarnationis" ("Doctor de l'Encarnació")
- Ciril de Jerusalem (28 de juliol de 1882)
- Joan Damascè (29 d'agost de 1890)
- Beda el Venerable (13 de novembre de 1899) – el qualificà com a "Anglorum doctor" ("Doctor dels Anglesos")

## Homenatges
El papa Pau VI va descriure Lleó com a "gran i savi", el seu "primer mestre", de qui havia heretat "una perspectiva i un enfocament pastoral".

## En enregistraments de so i cinema

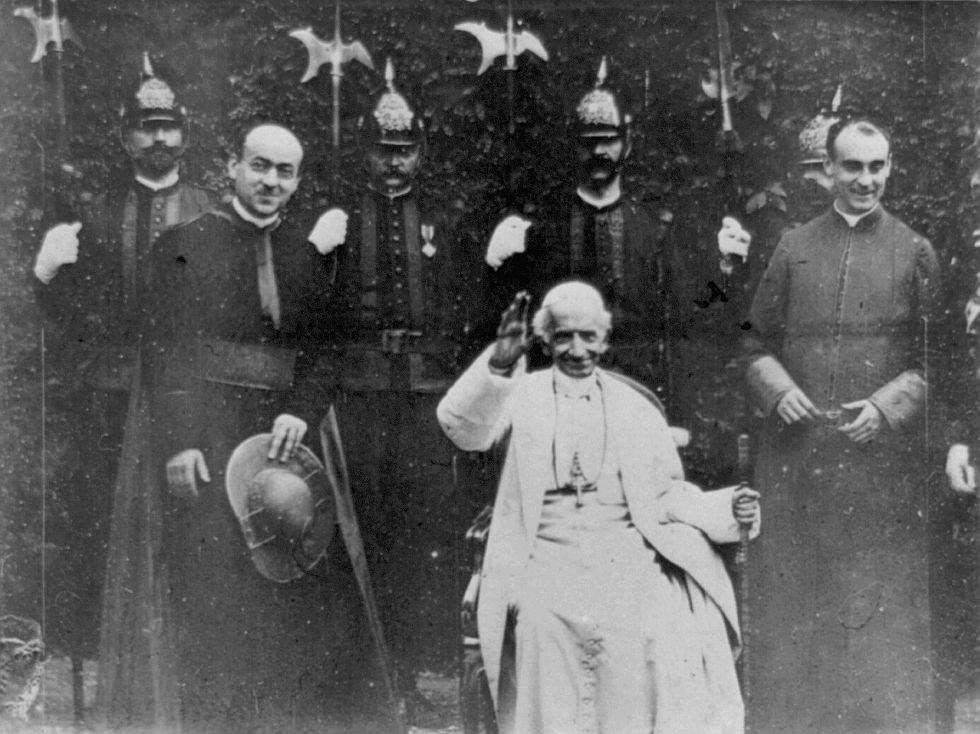
Fotograma de Sua Santità papa Leone XIII, la primera vegada que un Papa va aparèixer en pel·lícula.

Lleó XIII va ser el primer papa la veu del qual va ser enregistrada. La gravació es pot trobar en un disc compacte d'Alessandro Moreschi; una gravació de la seva oració de l'Ave Maria està disponible a la web.  També va ser el primer papa a ser filmat per una càmera de cinema. Va ser filmat el 1898 per l'inventor W. K. Dickson, i va beneir la càmera mentre era filmat. El vídeo conté tres segments: el papa en un tron, el papa que arriba en un carruatge tirat per cavalls, el papa que s'asseu en un banc. Nascut el 1810, és també la primera persona coneguda que apareix en una pel·lícula.
A la pel·lícula de 2024, Cabrini, Giancarlo Giannini representa el papa Lleó XIII en diverses escenes oferint el seu suport a la mare Cabrini per a la seva missió als Estats Units el 1889 i posteriorment.